# Ova (Landschaft)
Als Ova [Deutsch Plur.: Ovas; Türkisch Sing.: Ova; Plur.: Ovalar; Genitiv (Genitivus possessivus) jeweils: Ovası bzw. Ovaları] wird in der Türkei ein Landschaftstyp bezeichnet, der im türkischen Sprachgebrauch in seiner Hauptbedeutung im Zusammenhang mit dem Begriff der „Ebene“ verwendet und auch entsprechend übersetzt wird [Beispiel: Konya Ovası = Ebene von Konya (Konya-Ebene)]. Die Ova ist somit ein geographischer Terminus, der meist auch – je nach landschaftspezifischer Ausprägung – in den Bedeutungen „Becken“ oder „Senke“ („Becken von Konya“ oder „Senke von Konya“) gebräuchlich ist.

## Herkunft des Begriffs „Ova“
Die Herkunft des Wortes „Ova“ ist umstritten. So wird der Begriff in der entsprechenden ältesten schriftlichen Geschichtsquelle (Meninski’s Thesaurus) von 1680 als „flaches und fruchtbares Land“ angegeben. Nach dem türkischen etymologischen Online-Wörterbuch etimolojiturkce.com stammt der Begriff aus dem Kurdischen (Kurmandschi) „ava“ bzw. Persischen (Farsi) „ābād“ (= Bauernplatz, bebauter und kultivierten Ort). Bilal Aksoy beschreibt den Terminus als „weites und flaches Gelände“, gibt seine Herkunft allerdings als ungeklärt an: Demnach ist der Begriff im Wörterbuch des türkischen Gelehrten und Lexikographen Mahmud von Kashgar (Maḥmūd al-Kāšġarī) aus dem 11. Jahrhundert nicht zu finden, und Aksoy ist sich nicht sicher, ob er aus dem persischen Wort „ābād“ (bayındır yer = blühender Ort) kommt. Er ist auch nicht verwandt mit dem türkischen Wort "oba" (= nomadisches Zelt). Das Wort Ova ist in Sprachen, die dem Türkischen nahestehen, nicht gebräuchlich. Eine Verwandtschaft mit -uwa in altanatolischen Sprachen ist zudem unklar. In der wissenschaftlichen Länderkunde der Türkei wird der Begriff der Ova wie folgt charakterisiert: „Das Wort fehlt in den zentralasiatischen Turksprachen. Es ist eine Schöpfung der anatolischen Türken, die damit ein für sie wesentliches Landschaftselement mit einem Namen versahen. Die großen Ebenen Arabiens oder Turkestans werden volkssprachlich nie als Ova bezeichnet. Der volkssprachliche Gebrauch des südslawischen Polje kommt dem Ovabegriff nahe, ist durch eingebürgerte Bindung an Karstprozesse aber keine geeignete Übersetzung.“ „Die Ova ist ein Flachrelief, das wenigstens teilweise von höherem Gelände umrahmt ist. Sie hat somit Beckencharakter und ist nicht Ebene schlechthin. Ihre randliche Begrenzung ist Türken bei Verwendung des Begriffes bewusst.“

## Generelle Verbreitung und Beschreibung

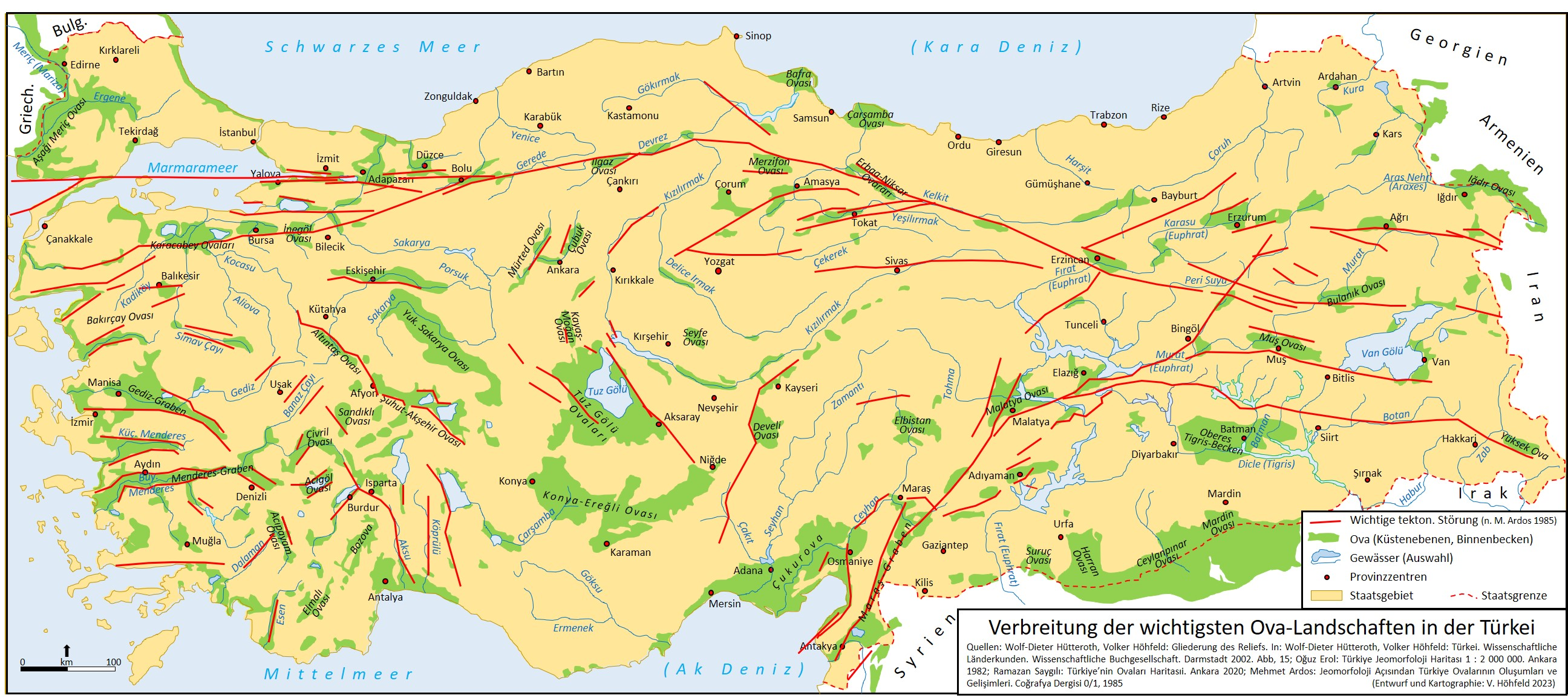
In der Karte ist die Verbreitung der wichtigsten Ova-Landschaften in der Türkei dargestellt, die sich nicht selten entlang bedeutender tektonischer Störungen aufreihen oder sich in deren Umfeld häufen (Nordanatolische Verwerfung, Ostanatolische Störungszone, Graben-Horst-System Westanatoliens).

Der Landschaftstyp der Ova ist in der gesamten Türkei von türkischen Teil Thrakiens bis zum östlichen Taurus in Ostanatolien verbreitet. Seine Dimensionen reichen von kleinen Talweitungen von der Größe einer Dorfgemarkung bis hin zu Becken mit einer Ausdehnung von mehreren Landkreisen. Man kann die Ova allgemein als Landschaftstypus bezeichnen, darüber hinaus aber regionaltypische Varianten unterscheiden. Alle diese Becken sind als Kernräume der landwirtschaftlichen Nutzung und Leitlinien des Verkehrs eines der markantesten Kennzeichen des Reliefs in der Türkei, und ihre Vielzahl bewirkt die charakteristische Kammerung des Landes, die dort bis in die Gegenwart kulturhistorisch immer bedeutend war.

## Entstehung und Entwicklung
Die Entstehung und Entwicklung der türkischen Ovas wurde von vielen einheimischen und ausländischen Geowissenschaftlern untersucht, einige detailliert, andere im allgemeinen Erscheinungsbild, sowohl in geologischer als auch in geomorphologischer Hinsicht. Seit dem späten 20. Jahrhundert sind mit Einzug fortschrittlicher Technologisierung in der Türkei Entstehung und Entwicklung der Beckenebenen durch Bohrungen sowie Leitfähigkeitsstudien von Institutionen wie D.S.I (Staatswasserbauamt), T.P.A.O. (Türkische Erdölgesellschaft), T.K.I. (Türkische Kohleunternehmen), M.T.A. (Mineralforschung und -exploration) klarer geworden. Geologen, Hydrologen, Geomorphologen, Geophysiker und Bergbauingenieure spielten dabei eine wichtige Rolle. Entsprechende Forschungen zur Geomorphologie der Türkei haben dabei gezeigt, dass die Neotektonik eine wichtige Rolle bei der Bildung eines großen Teils dieser Ovas spielte.
Für die Hintergründe der anatolischen Becken- und Grabenstrukturen bietet die Plattentektonik einleuchtende Erklärungen: So drückt die afro-arabische Kontinentalplatte aus Süd-Südosten die anatolische Teilplatte zwischen nordanatolischer Hauptverwerfung im Norden und Jordan-Maraş-Graben im Osten gegen das stabile Widerlager der eurasischen Platte im Norden und Nordosten, während sie in Südost-Anatolien unter Kleinasien abtaucht. Dabei wird der anatolischen Block kräftig nach Westen „gequetscht“. Bereits vor dem und während des Tertiärs war diese Druckbewegung verantwortlich für die Auffaltung von Pontus und Taurus im Norden bzw. Süden und der iranischen Faltengebirge im Osten. Mit Übergang zum Quartär ließ die Flexibilität des anatolischen Blocks nach, wobei er auf den ungebrochenen Plattendruck immer weniger mit Flexuren, sondern mit Bruchtektonik und Verwerfungen eher „starr“ reagierte, sodass große Teile Kleinasien in Gräben, Senken und Horste zerlegt wurde.

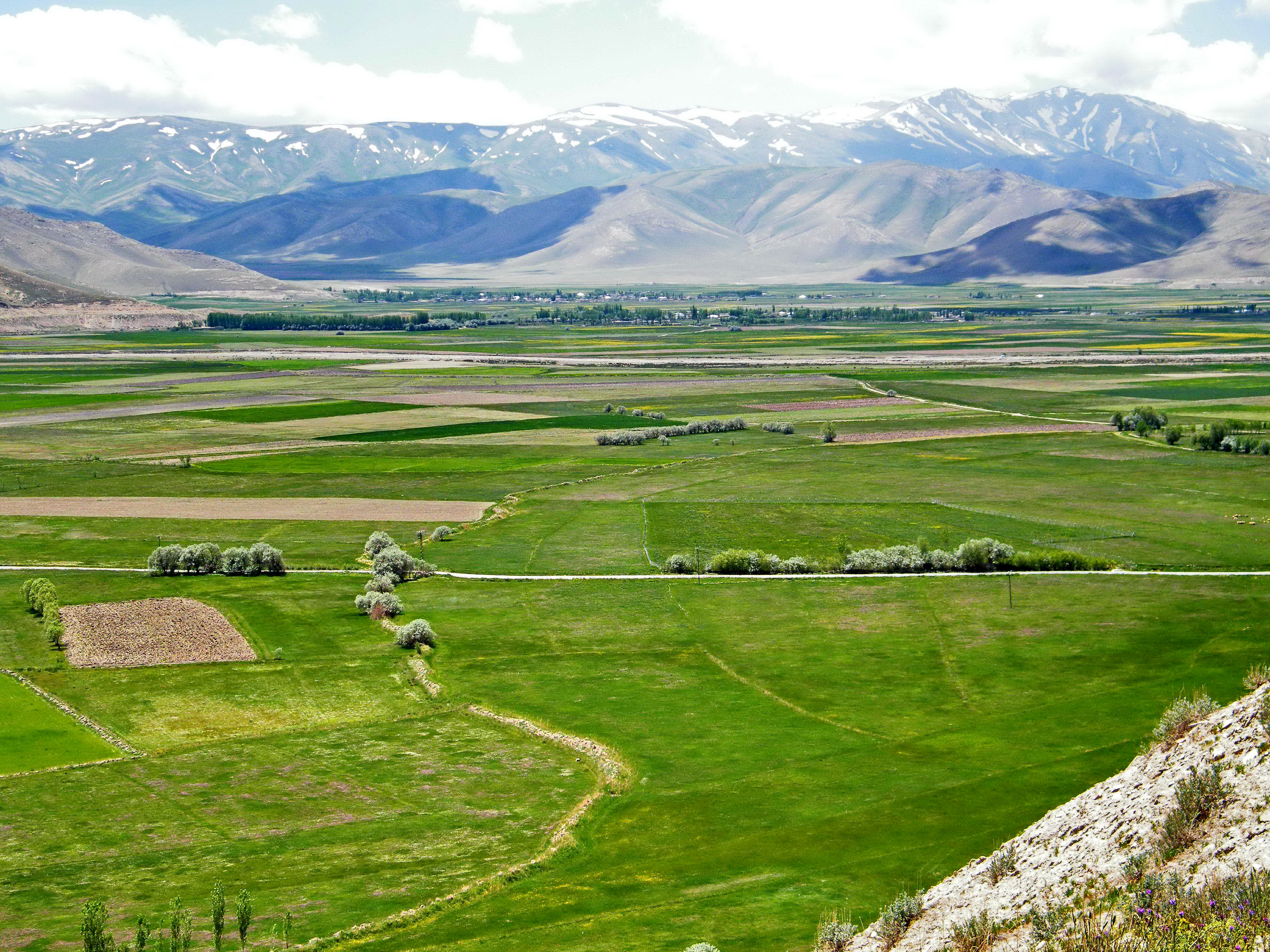
Die Gürpınar Ovası ist ein Teil des Vansee-Beckens im Bereich des unteren Dönemeç Çayı südlich von Van beim Cavuştepe in Ostanatolien

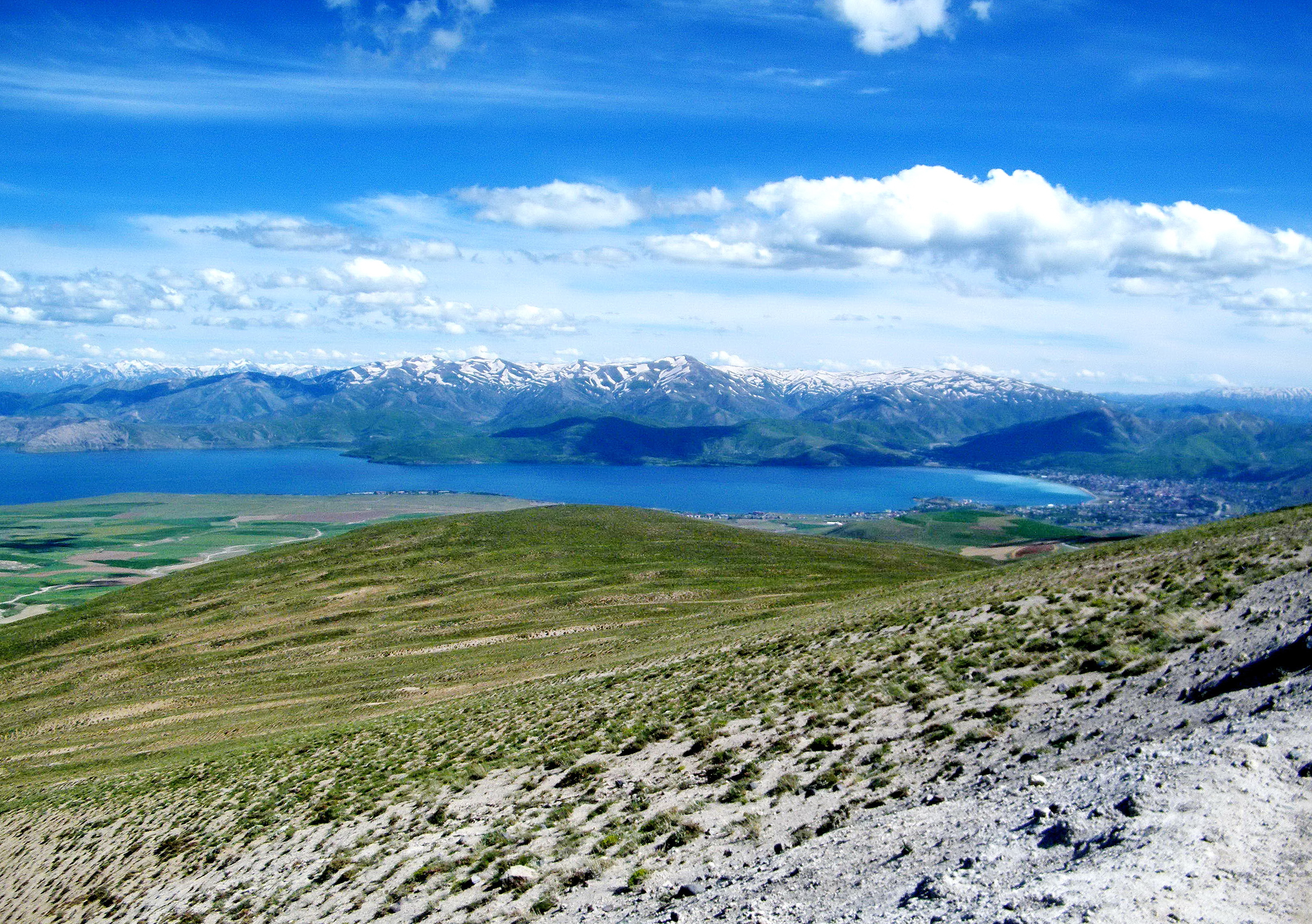
Blick vom Caldera-Rand des Nemrut Dağı auf die südwestlichen Partien des Vansee-Beckens und die Kavuşşahap Dağları in Ostanatolien.

Kennzeichnend ist deshalb in den Berglandbereichen die Zerstückelung des Landes in verkehrsbehindernde Gebirge sowie in flachbödige Senken und Becken. Größere Flüsse müssen auf ihrem Weg aus dem Hochland zum Meer in oft spektakulären Engtalstrecken von Senke zu Senke durchbrechen, oder sie enden in einem der zahlreichen abflusslosen, salzigen Flachseen im Landesinnern. Ähnlich gliedern sich die westanatolischen Bergländer fast parallel angeordnet in mehrere markante Horste und tiefe Grabenbrüche, und im Osten verzahnen sich Gebirgsbarrieren um das Großbecken des Vansees. Ein weiteres Indiz für derartige tektonischen Prozesse ist die Aufreihung zahlloser Thermal- und Mineralquellen entlang tektonischer Schwächelinien gepaart mit auffälligem Vulkanismus und heftigen Erdbeben mit auffälligen Horizontalverschiebungen. Die Bewohner der Türkei sind mit Erdbeben und ihren katastrophalen Begleiterscheinungen äußerst häufig konfrontiert, denn 95 % der türkischen Bevölkerung lebt in Erdbebenzonen.

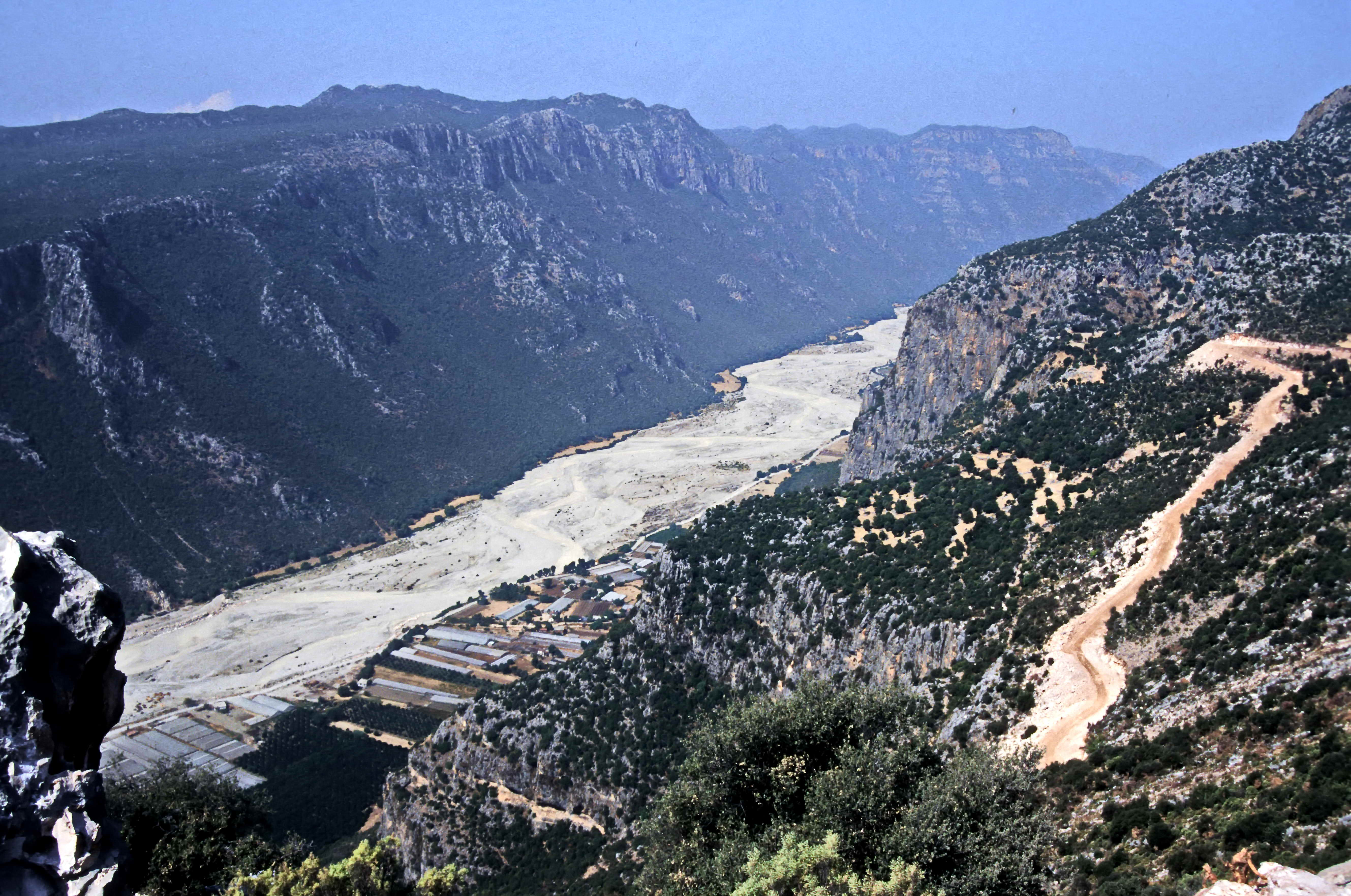
Schotterbett des tief eingeschnittenen Demre Çayı zwischen den Becken der Kasaba Ovası und Demre Ovası (Südwest-Taurus, Türkei).

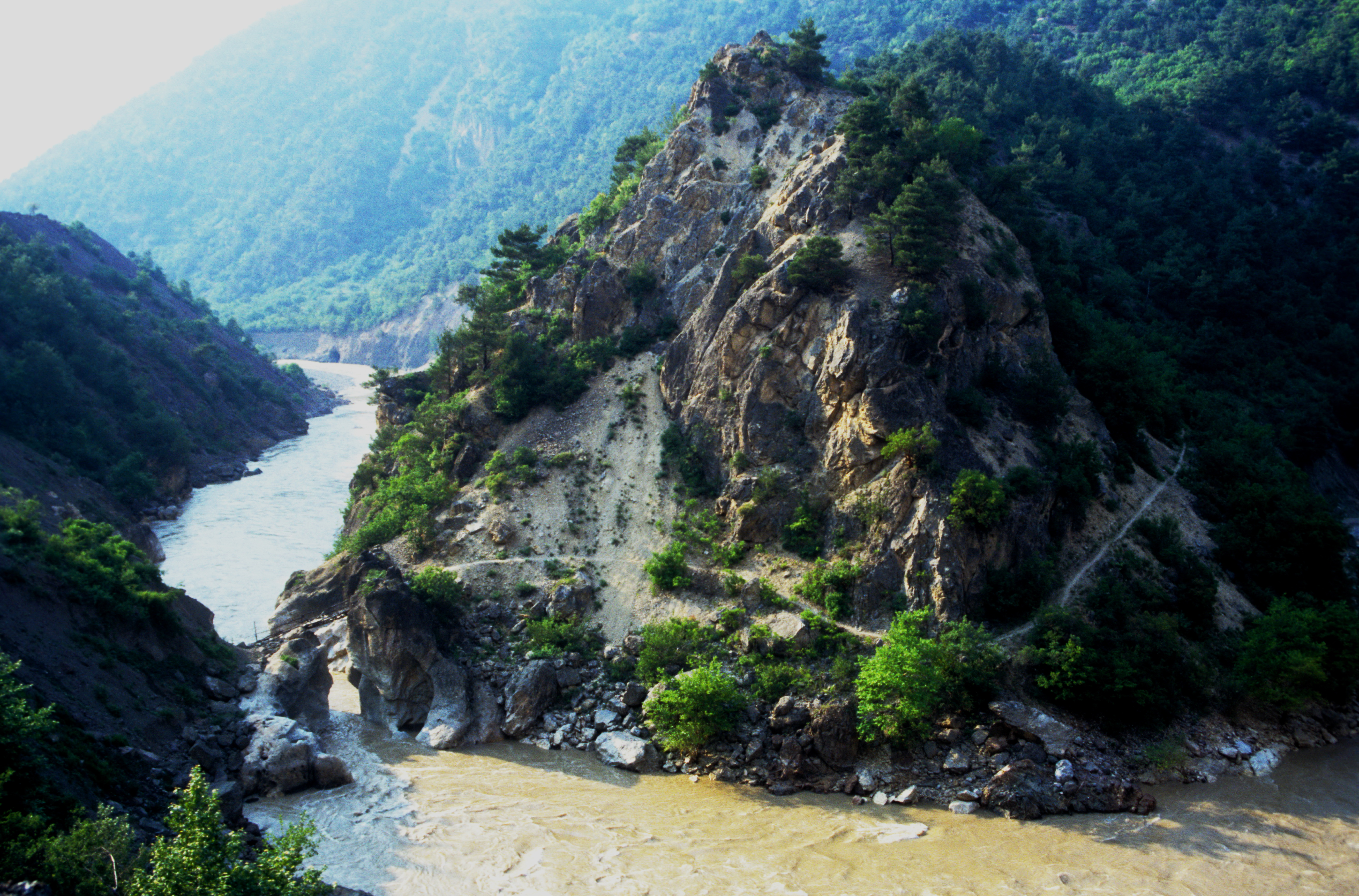
Das Bild zeigt das enge Durchbruchstal des Kelkit Çayı bei Niksar zwischen Erbaa und Reşadiye Ovasi im Pobtischen Gebirge im Verlauf der Nordanatolischen Hauptverwerfung.

Dabei handelt es sich bei diesem teils in Reihe, teils verstreut liegenden Landschaftstyp um Ebenen und Becken in unterschiedlichsten Höhenlagen. Und sie sind im Regelfall nicht besonders stark und tief durch Gewässer zerschnitten. Betrachtet man topographische oder geologische Karten der Türkei, so wird klar, dass es sowohl in den Gebirgen, als auch innerhalb der Hochebenen im Landesinneren sowie an den Küsten große und kleine Ovas gibt. Im Gegensatz zu den Tiefebenen auf Meereshöhe gibt es z. B. im Osten Anatoliens derartige Becken auf 1500 m Höhe und darüber hinaus. Einige von ihnen sind völlig geschlossene Becken, an deren tiefsten Stellen sich entweder permanente oder temporäre Seen und Sümpfe gebildet haben, während andere für die externe Entwässerung offen sind oder durch enge Schluchten oder normale Täler (zumeist Durchbruchstäler) miteinander verbunden sind. Die meisten dieser Arten von Ebenen hängen mit der Tektonik zusammen und sind entweder durch Verwerfungen begrenzt oder bilden sich innerhalb großräumiger Geosynklinalen. Die verschiedenen Erscheinungs- und Landschaftsformen der Ovas sind unterschiedlichen Ursprungs und lassen sich entsprechend ihrer Entstehung und Entwicklung in 4 Typen gruppieren:
- Ovas tektonischen Ursprungs,
- Ovas fluvialer Entstehung,
- Ovas in Karstlandschaften,
- Küsten-Ovas.[8]

### Ovas tektonischen Ursprungs

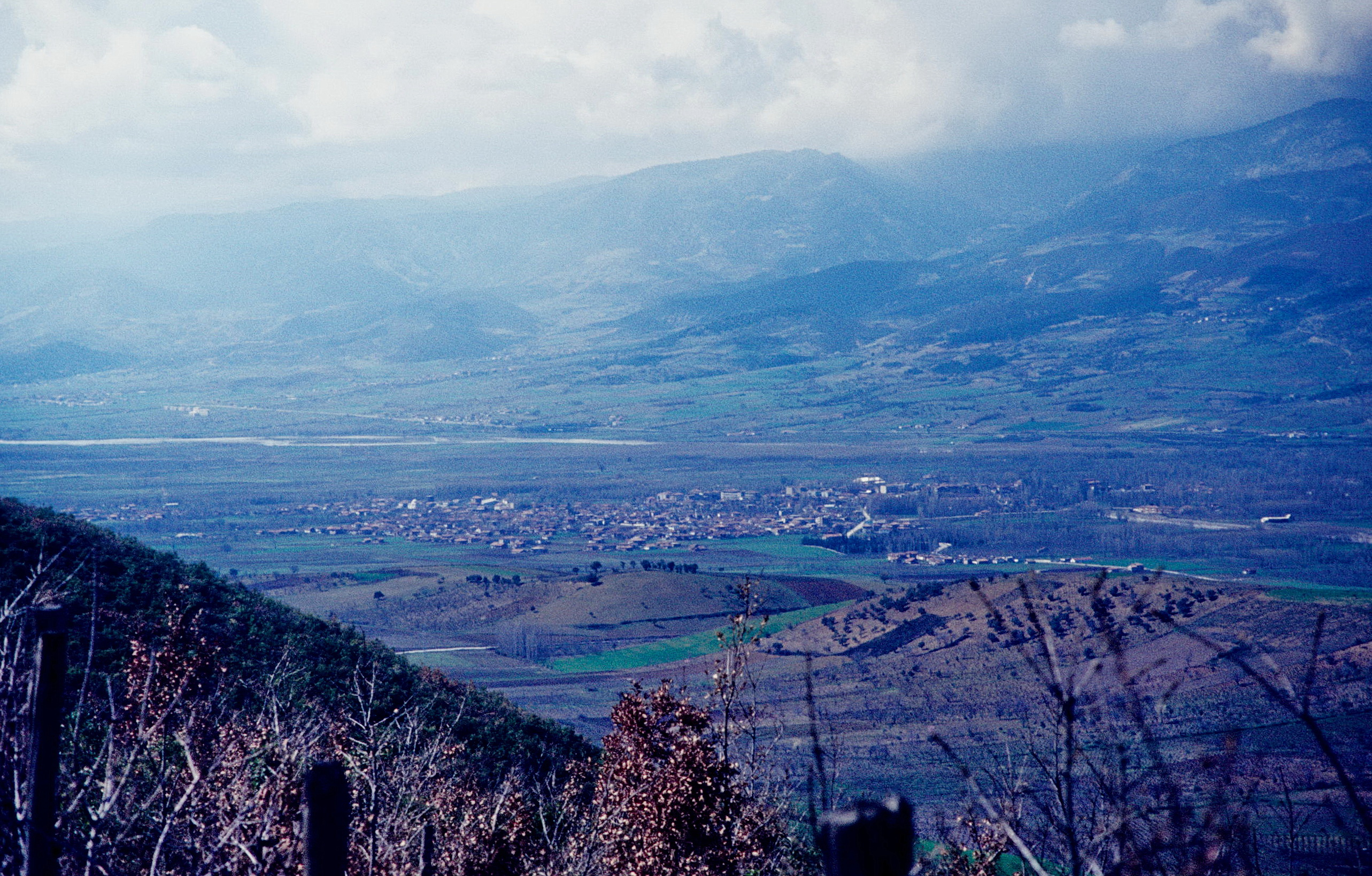
Blick nach Westen in die Geyve Ovası bei Pamukovası und auf den Samanlı Dağı; in der Bildmitte der Sakarya Nehri.

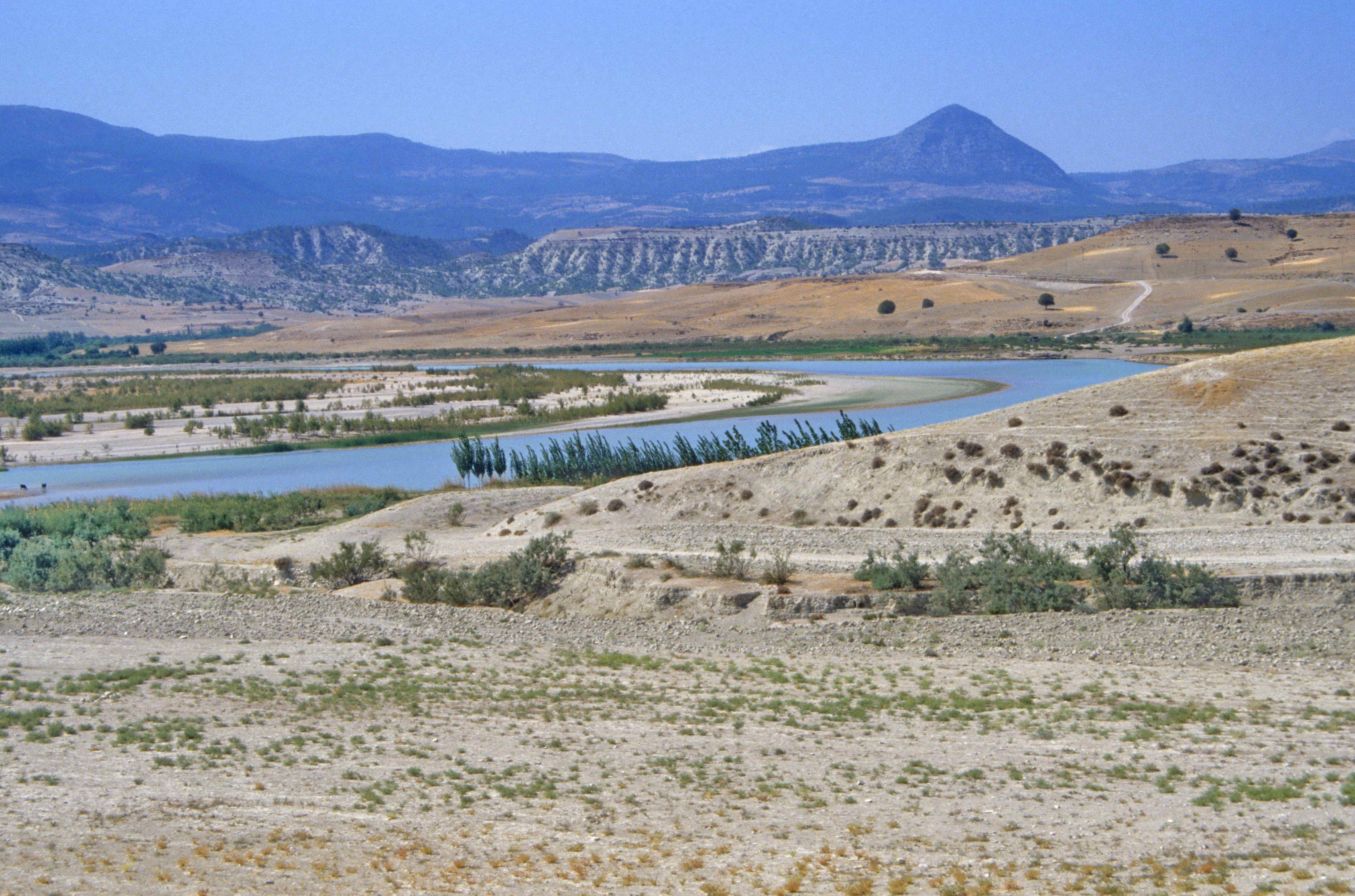
Blick auf den Göksu Nehri im tektonischen Becken der Mut Ovası im Mittleren Kilikischen Taurus nördlich von Silifke in der Südtürkei.

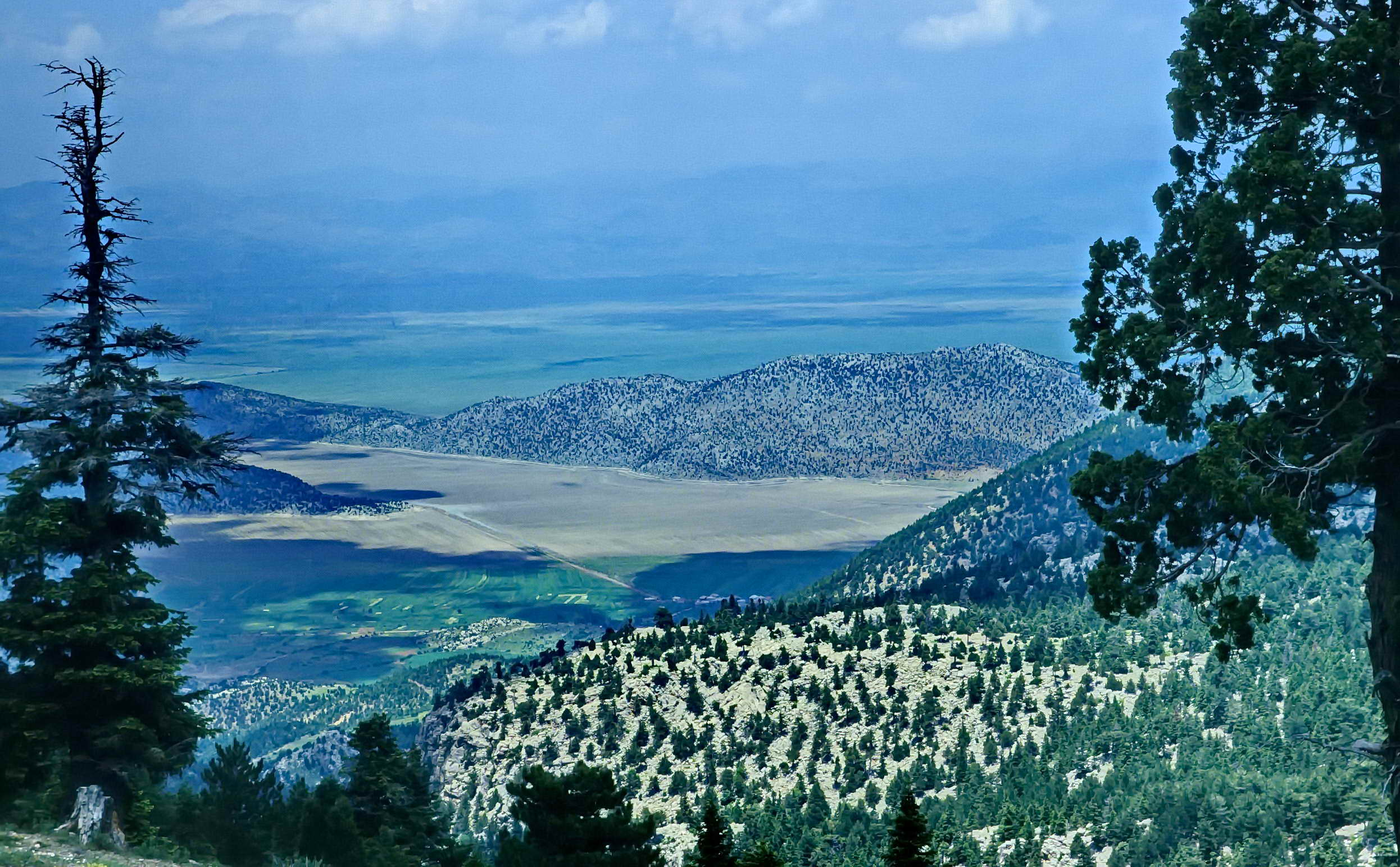
Ausblick von der Höhe des İrmasan-Passes bei Cevizli in das Becken der Suğla Ovası (Seydişehir Ovası) mit dem partiell ausgetrockneten Suğla Gölü bei Çatmakaya im mittleren Taurus.

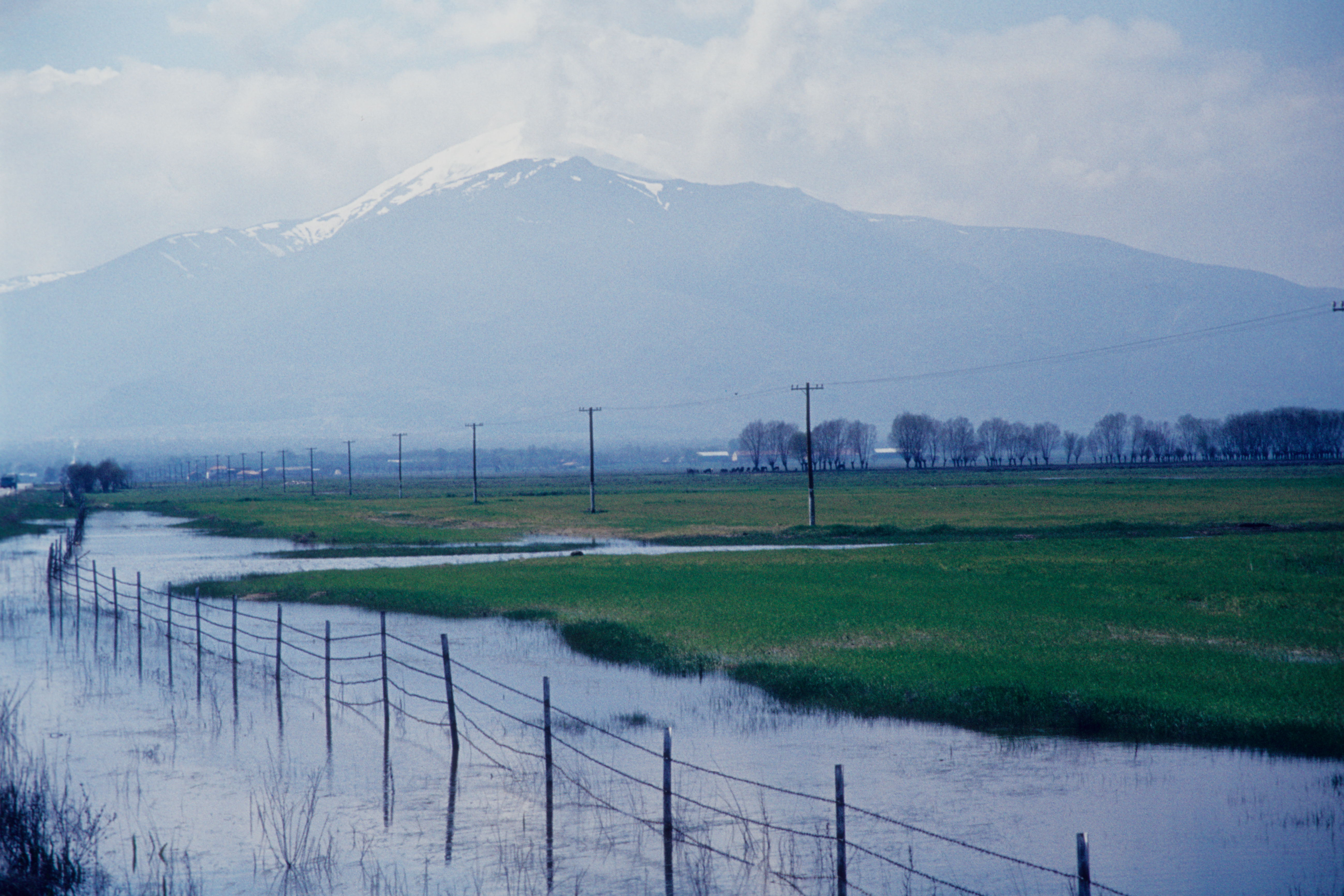
Blick über die Senke der Eber Ovası bei Çay nach längeren Regenfällen im Frühjahr 1984.

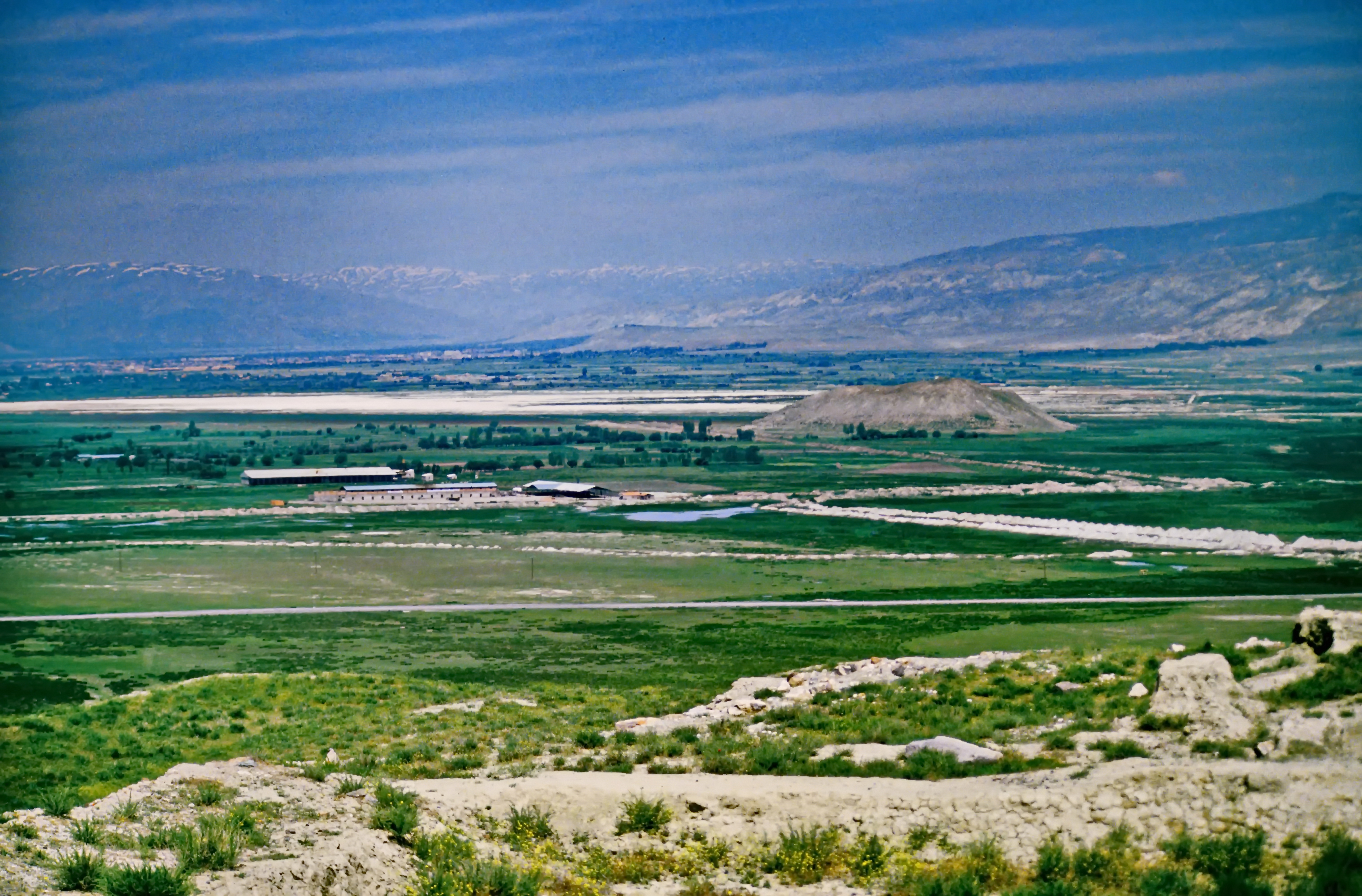
Das Bild zeigt die Erzincan Ovası bei Altıntepe mit Blick auf die Esence Dağları.

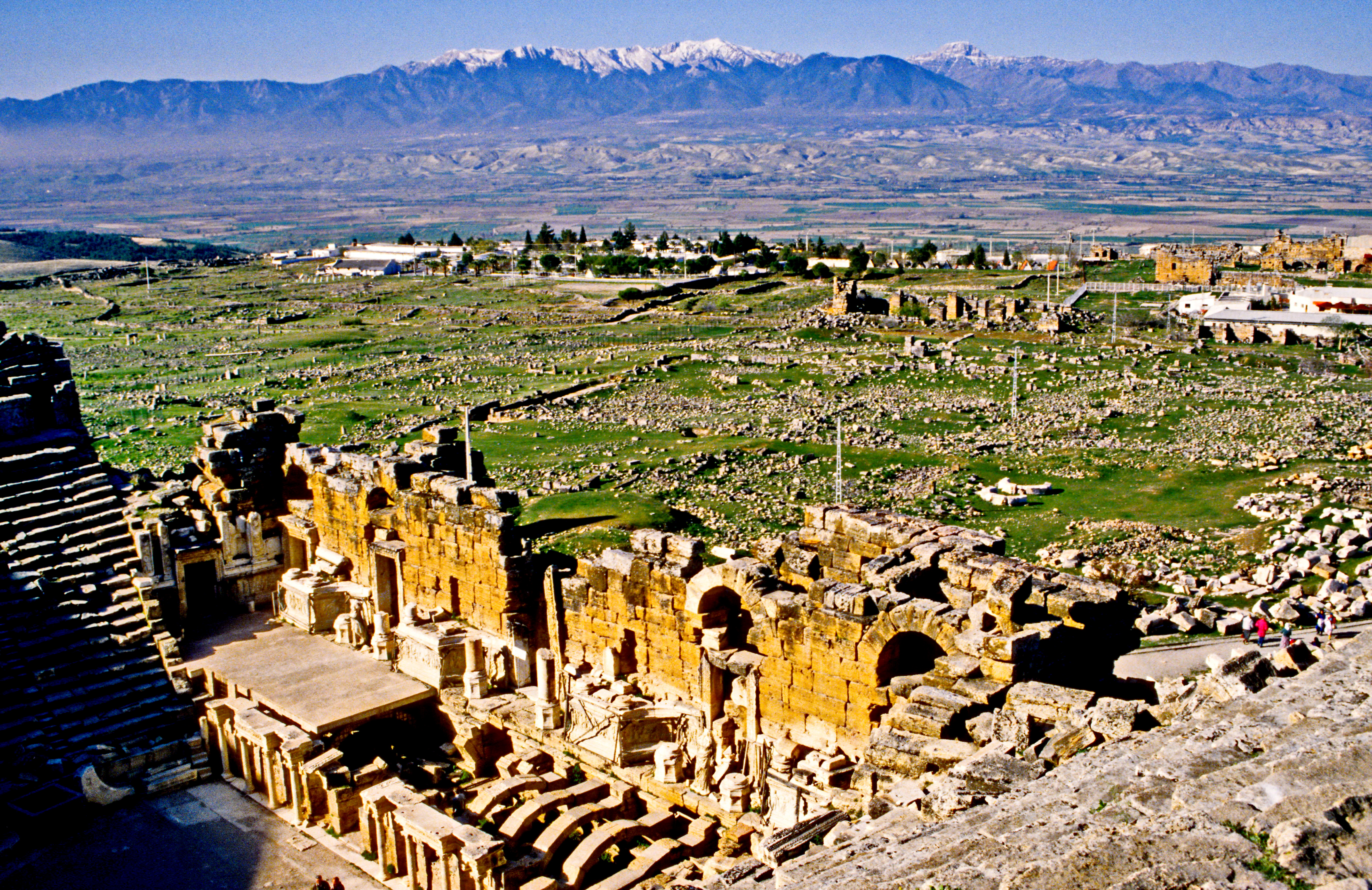
Sicht auf die Ruinen von Hierapolis/Pamukkale und über die Denizli Ovası auf die Kette des Akdağ in der Südwest-Türkei.

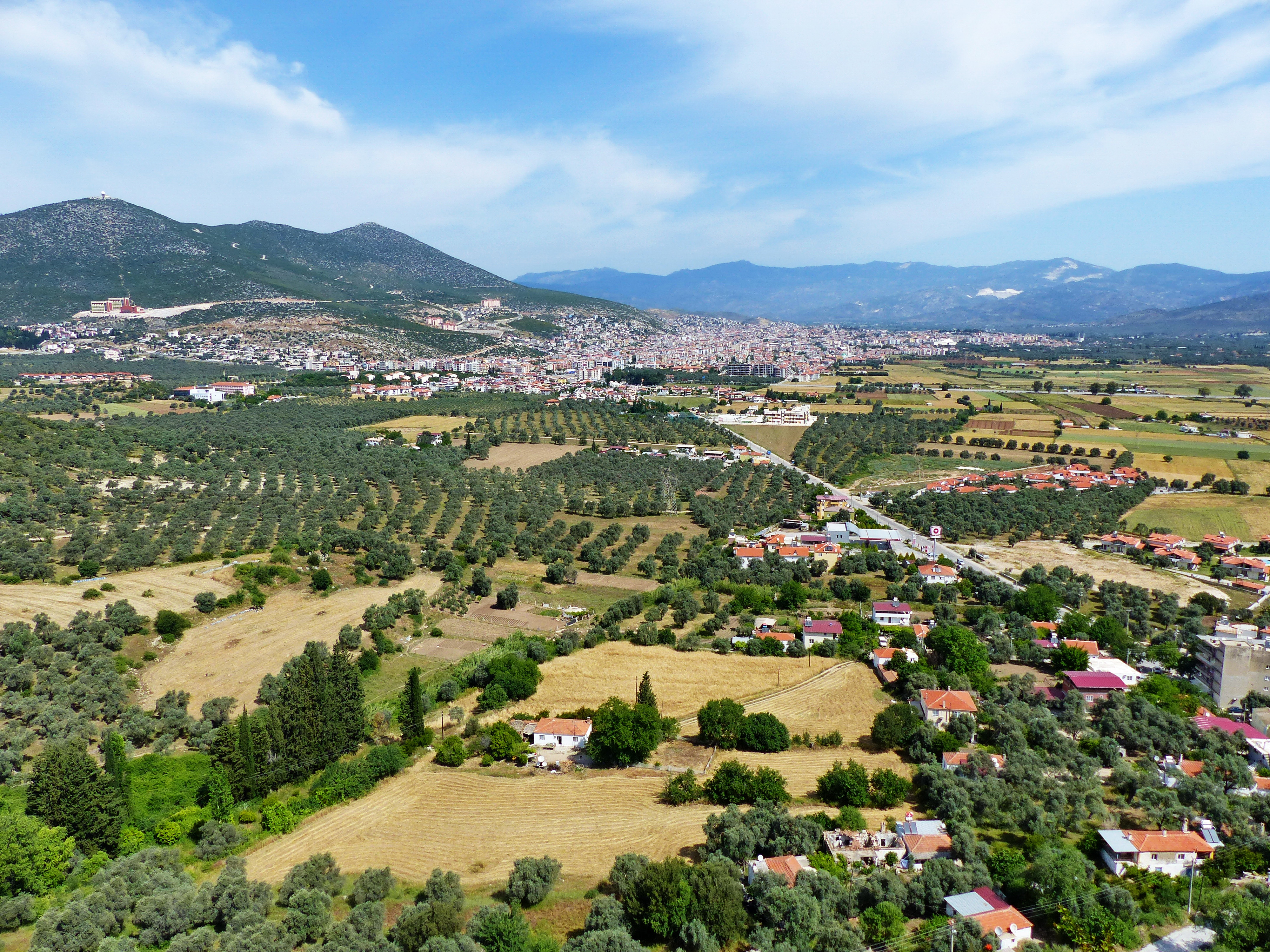
Aussicht von Becin Kalesi in das Becken von Milas. Die Milas Ovası liegt in der südlichen Verlängerung des Bafa Gölü-Beckens.

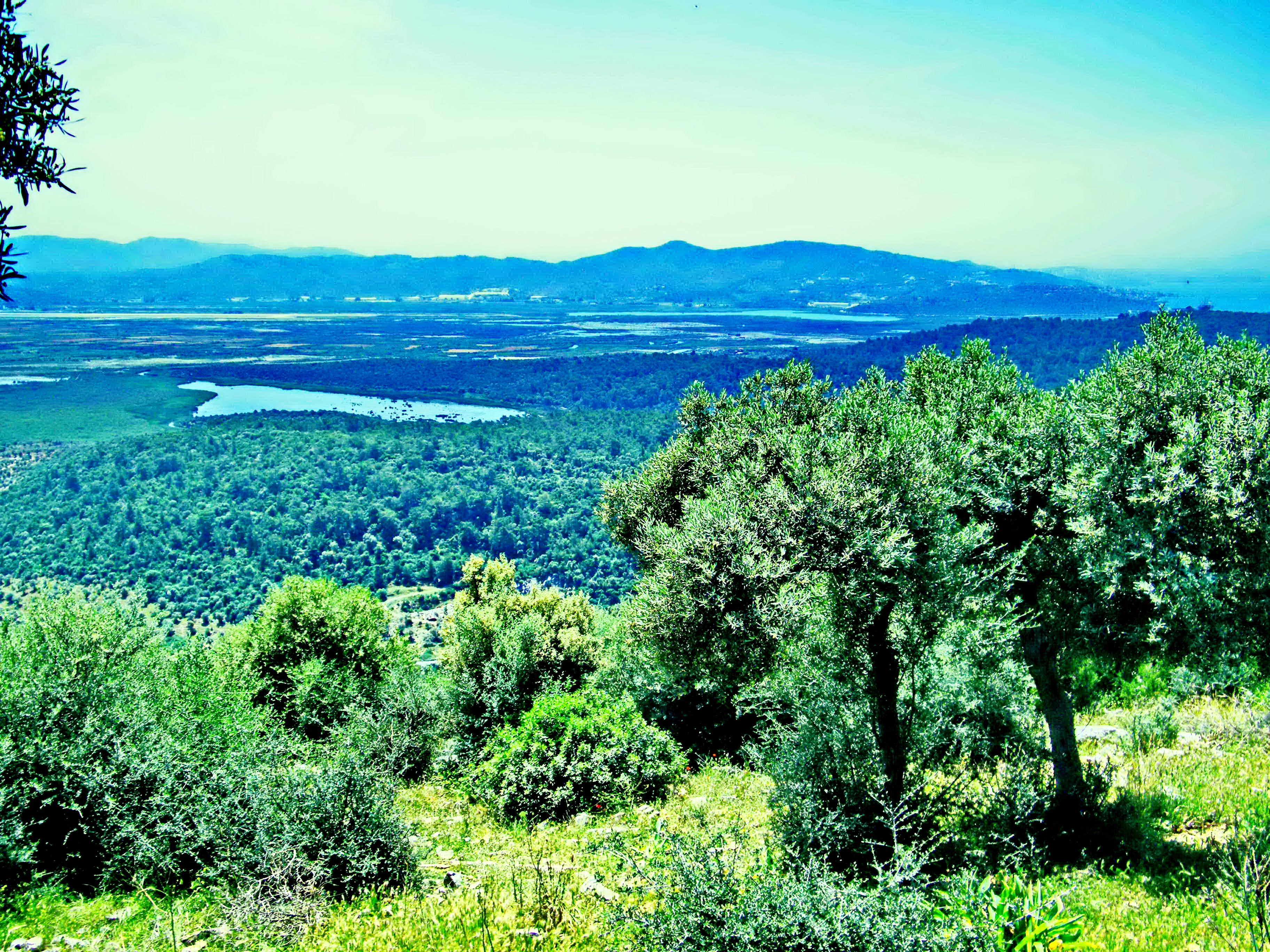
In der teilweise versumpften Ebene der Koruköy Ovası bei Milas befindet sich auch der türkische Flughafen Bodrum/Milas.

Am häufigsten sind in der Türkei Ovas tektonischen Ursprungs, also Ebenen als Werk junger Tektonik. Tatsächlich spielte die Tektonik mehr oder weniger eine Rolle auch bei der Bildung anderer Ova-Typen. Tektonisch bedingte Ovas finden sich entsprechend in den seismisch wichtigsten Teilen der Türkei. In Anatolien kam es im Laufe seiner erdgeschichtlichen Entwicklung unter dem Einfluss diverser epirogenen und orogenen Bewegungen zur Entstehung von Brüchen, großflächigen Faltungen und Überschiebungen größerer Teile der Erdkruste, unter anderem auch zur Ausbildung zahlreicher kleinräumiger Senken. Einige dieser teilweise kreisförmigen oder anders geformten Tröge (Sillons) wurden im Laufe der Zeit mit Materialien aus der Umgebung gefüllt, wodurch die heutigen Schwemmlandflächen entstanden und einige sich in Seen verwandelten. Tatsächlich sind die Bewegungen mancherorts so jung, dass sich die betreffenden Ovas noch in der Entstehung befinden, wie die Ebenen von Bursa, Düzce, Amik, Muş und Erzincan. In einigen sind die Seen nicht mit Sedimenten restlos gefüllt (İznik, Sapanca, Ladik, Eber, Akşehir usw.), in anderen gibt es Sümpfe (Balıkesir, Düzce, Hotamış, Konya-Ereğli, Afyonkarahisar usw.), wobei randliche Schwemmfächer, Terrassen oder Täler durch junge, ja rezente Tektonik zerschnitten oder Terrassen verformt werden. Die Fortsetzung seismischer Aktivitäten in manchen Regionen (İznik, Erzincan, Muş, Düzce, Endires-Suşehri, Lädik z. B.), zeigt, dass die Ausbildung der Ovas noch andauert. In einigen Ebenen tektonischen Ursprungs findet man sogar junge vulkanische Ausflüsse (u. a. Erzincan, Afyonkarahisar, Akhisar, Hotamış, Suşehri, Hassa, Pasinler, Karamık), heiße oder kalte Verwerfungsquellen (Bursa, Düzce Eskişehir, Erzurum, Ayaş usw.) und Sinter-/Travertinbildung (Denizli/Pamukkale, Erzincan, Van, Çukurova, Antalya). Im Umfeld dieser tektonisch bedingten Beckenlandschaften wurden zudem die meisten großen Erdbeben beobachtet, und seit historischer Zeit kam es an Orten in diesen Ebenen zu erheblichen Verlusten an Leben und Eigentum. Man denke nur an die jüngste Erdbebenkatastrophe im Raum des Maraş-Grabens 2023 mit 50000 Toten oder an Erzincan (1939: 33000 Tote), an Adapazarı (1999: 18000 Tote), Erzururn, Erbaa-Niksar, Havza, Vezirköprü, Tosya, Bolu-Gerede, Düzce, Sapanca, İznik, Bursa, İnegöl, Eskişehir, Kütahya, Gediz, Akhisar, Salihli, Manisa, İzmir, Aydın, Denizli, Afyonkarahisar, Sandıklı, Uşak, Simav, Ankara, Hatay (Antakya), Varto, BingöI, Muş-Muradiye, Burdur, und Diyarbakır-Lice. Es ist kein Zufall, dass im Hinblick auf Erdbeben gerade in Ebenen viele Siedlungen konzentriert sind, weil sie im Hinblick auf die Wasserversorgung, den Bau von Straßen und fruchtbarem Boden (Alluvium) günstiger sind als Gebirge und Hochebenen. Daher galten sie trotz Erdbeben und Überschwemmungen immer noch als die am besten geeigneten Siedlungs- und Wirtschafts-Standorte. Deshalb wurden einige durch Erdbeben beschädigte Städte in einem anderen Teil derselben Ebene, wie in Erzincan und Gediz, wiederhergestellt, die umliegenden Berggebiete wurden nicht berücksichtigt.

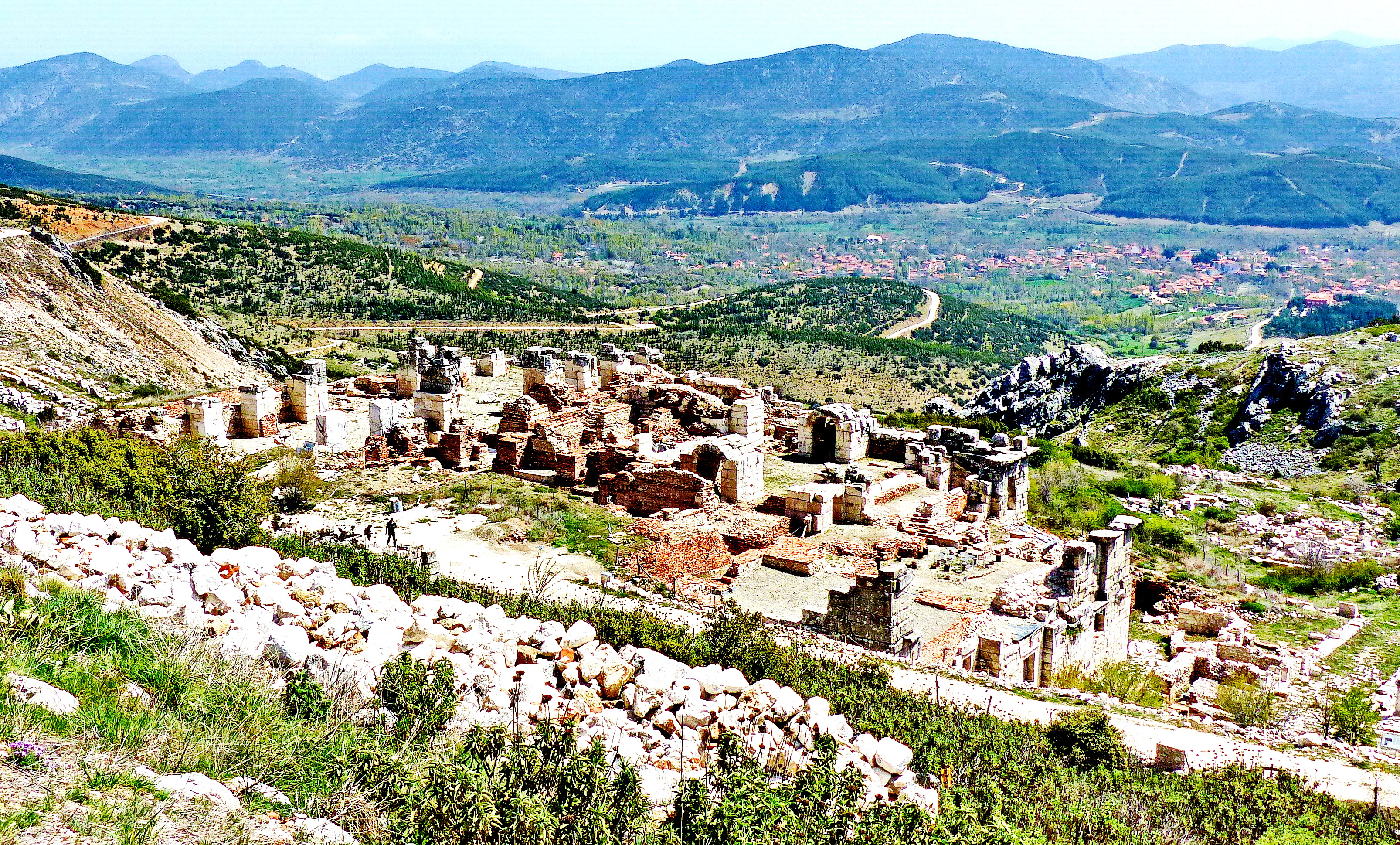
Unterhalb der Ruinen der antiken Stadt Sagalassos im westlichen Taurusgebirge erstreckt sich die Ağlasun Ovası.

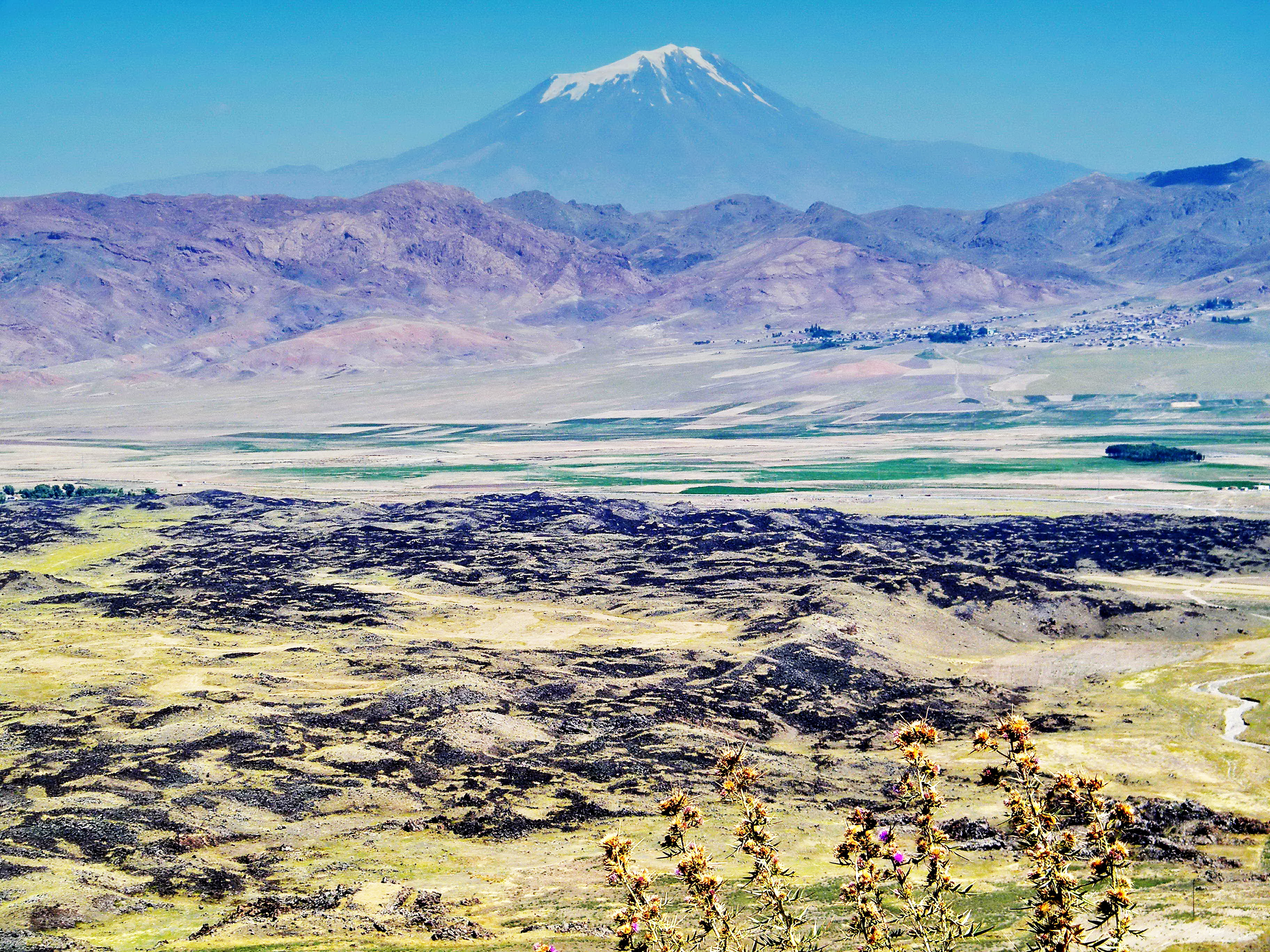
Blick auf die Cetinli Ovası und den Ararat (Ağrı Dağı) in Ostanatolien.

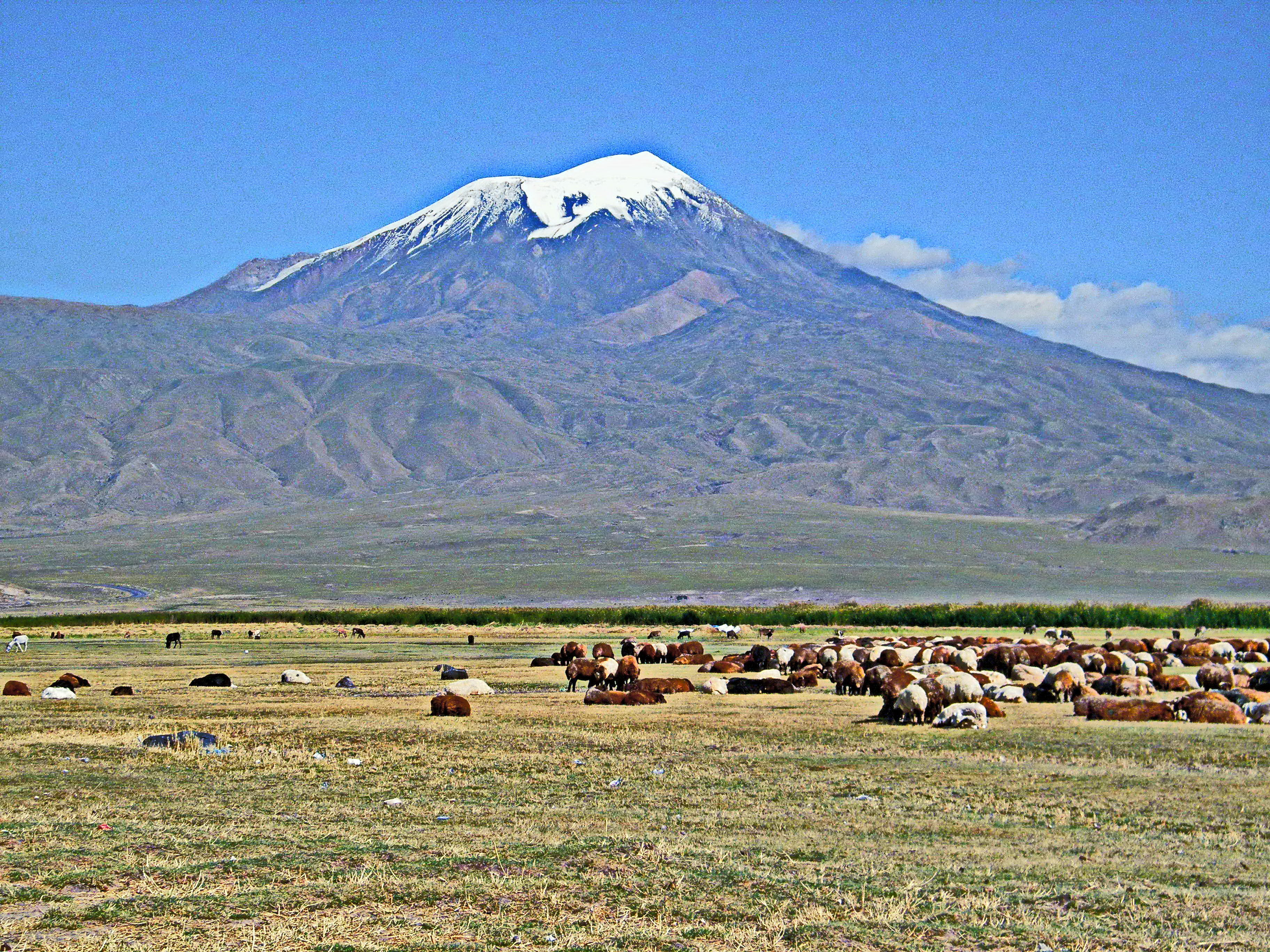
Südwestlich vor der gewaltigen Kulisse des Ararat (Ağrı Dağı) weitet sich die Doğubayazıt Ovası.

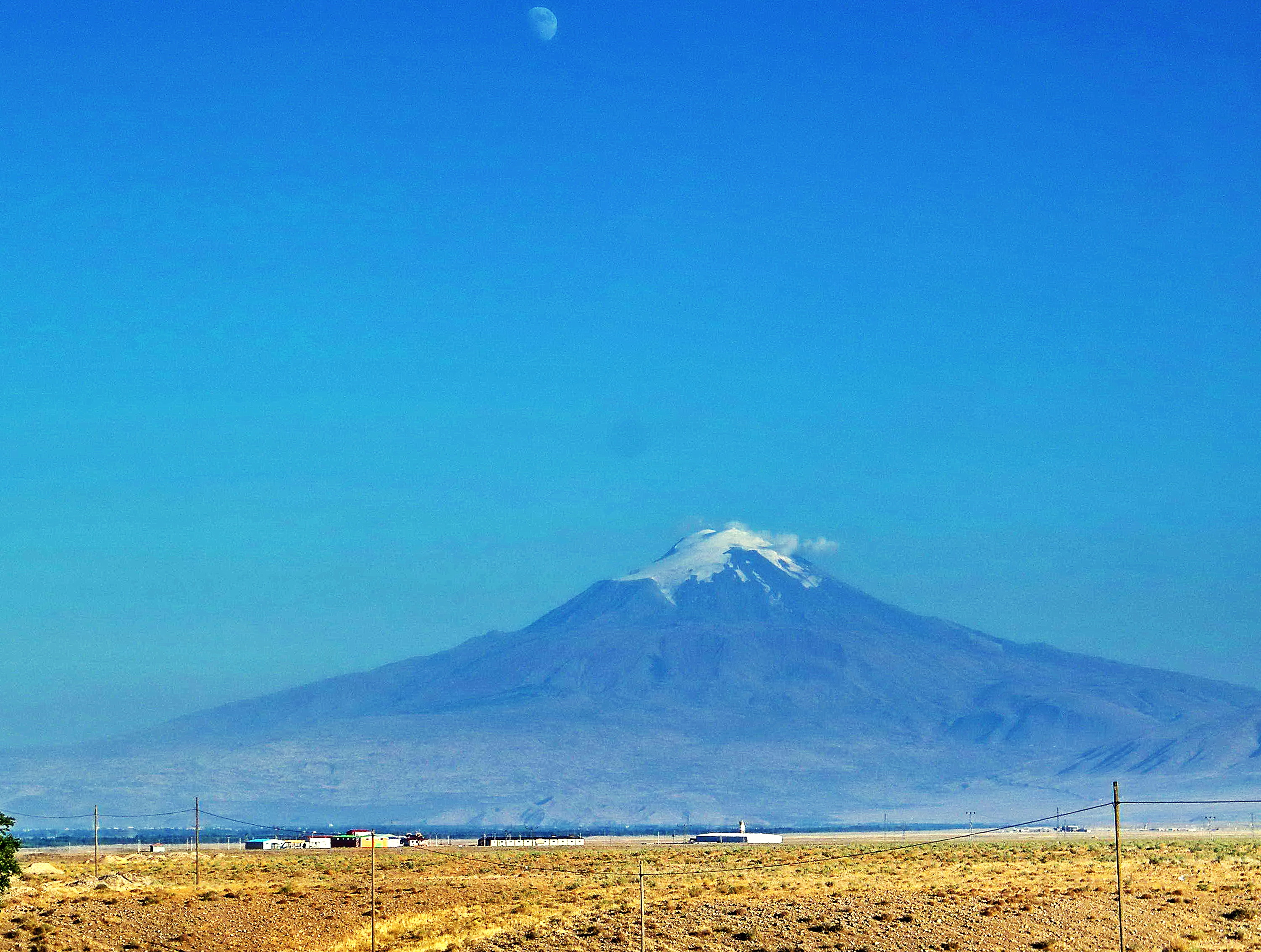
Die Iğdır Ovası an der türkisch-armenischen Grenze wird überragt vom 5137 m hohen Vulkan des Ağrı Dağı (Ararat).

Die Ebenen dieser Gruppe sind entlang der großen und kleinen türkischen Verwerfungslinien aufgereiht, die meisten davon an der „Nordanatolischen Verwerfungszone“ und umliegenden Gebieten. Diese rechtssinnige (dextrale) Transformstörung, die die Anatolische Kleinplatte nach Norden gegen die Eurasische Platte begrenzt, erstreckt sich vom Marmarameer über ca. 1200 km durch den Norden der Anatolischen Halbinsel bis nach Ostanatolien und schneidet sich in der Region Bingöl-Varto-Karlıova mit der von Süden kommenden Ostanatolischen Verwerfung. Innerhalb dieses Gürtels, in dem Erdbeben sehr häufig und sehr stark sind, sind einige Becken durch vertikale Versetzungen entstanden: Die Ovas von Kadıköy (EvreşeGelibolu), Biga-Gümüşçay (Çanakkale), Manyas-Ulubat, İzmit-Sapanca, Adapazarı, Düzce, Bolu, Çağa, Kurşunlu-Ilgaz, Tosya-Kargı, Havza-Lädik, Suluova (Amasya) – Gümüşhacıköy, Erba-Niksar, Endires (Suşehri), Erzincan, Çapakçur (Bingöl), Varto, Muş, Erzurum, Pasinler. Vergleichbar ist es im Grabensystem, das die Fortsetzung nach Süden darstellt. Hier liegen die Ovas von Hatay/Antakya (Amik), Maraş, Gölbaşı, Malatya und Uluova.

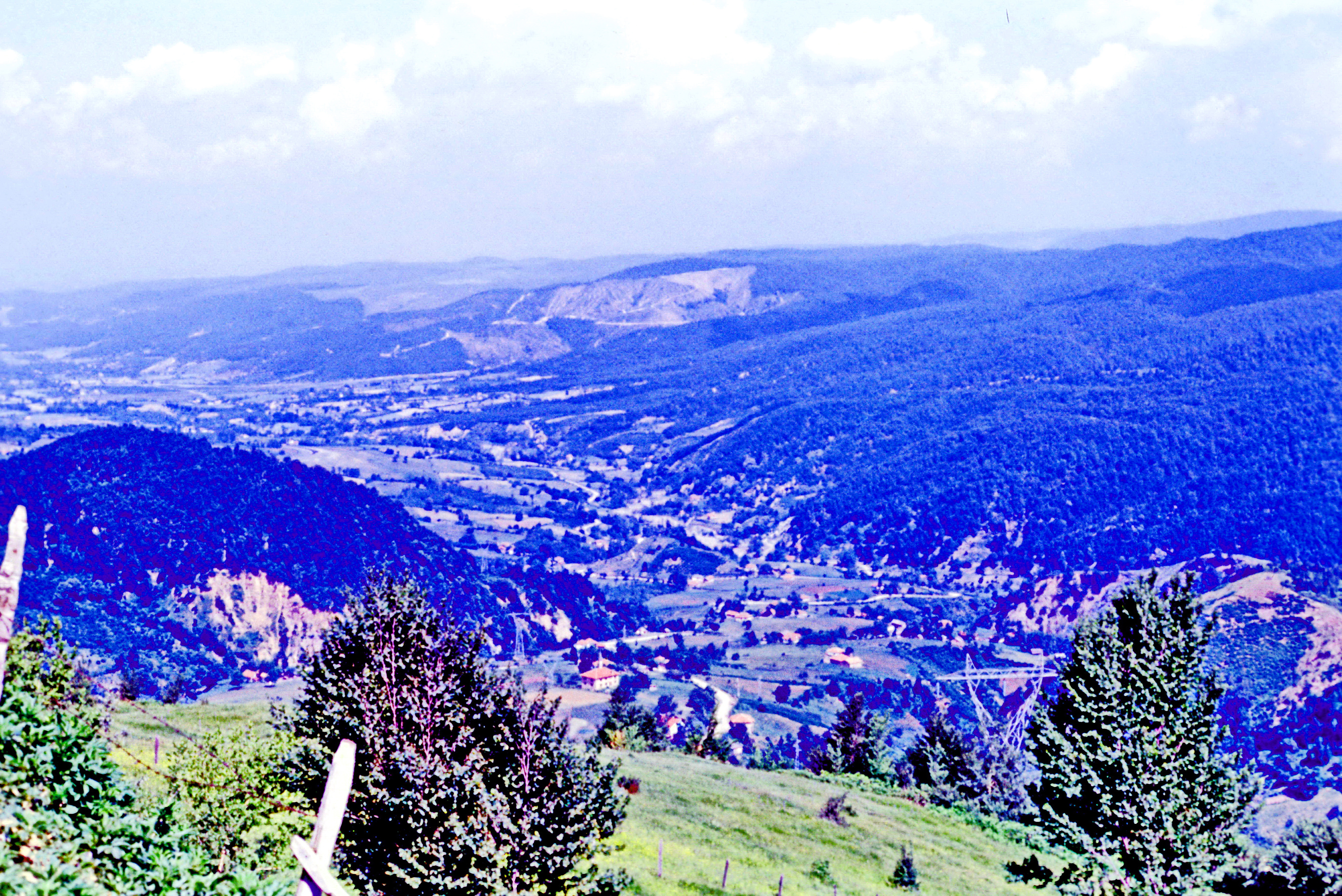
Die Düzce Ovası zwischen den tektonischen Senken von Adapazarı und Bolu liegt auf der Nordanatolischen Hauptverwerfung.

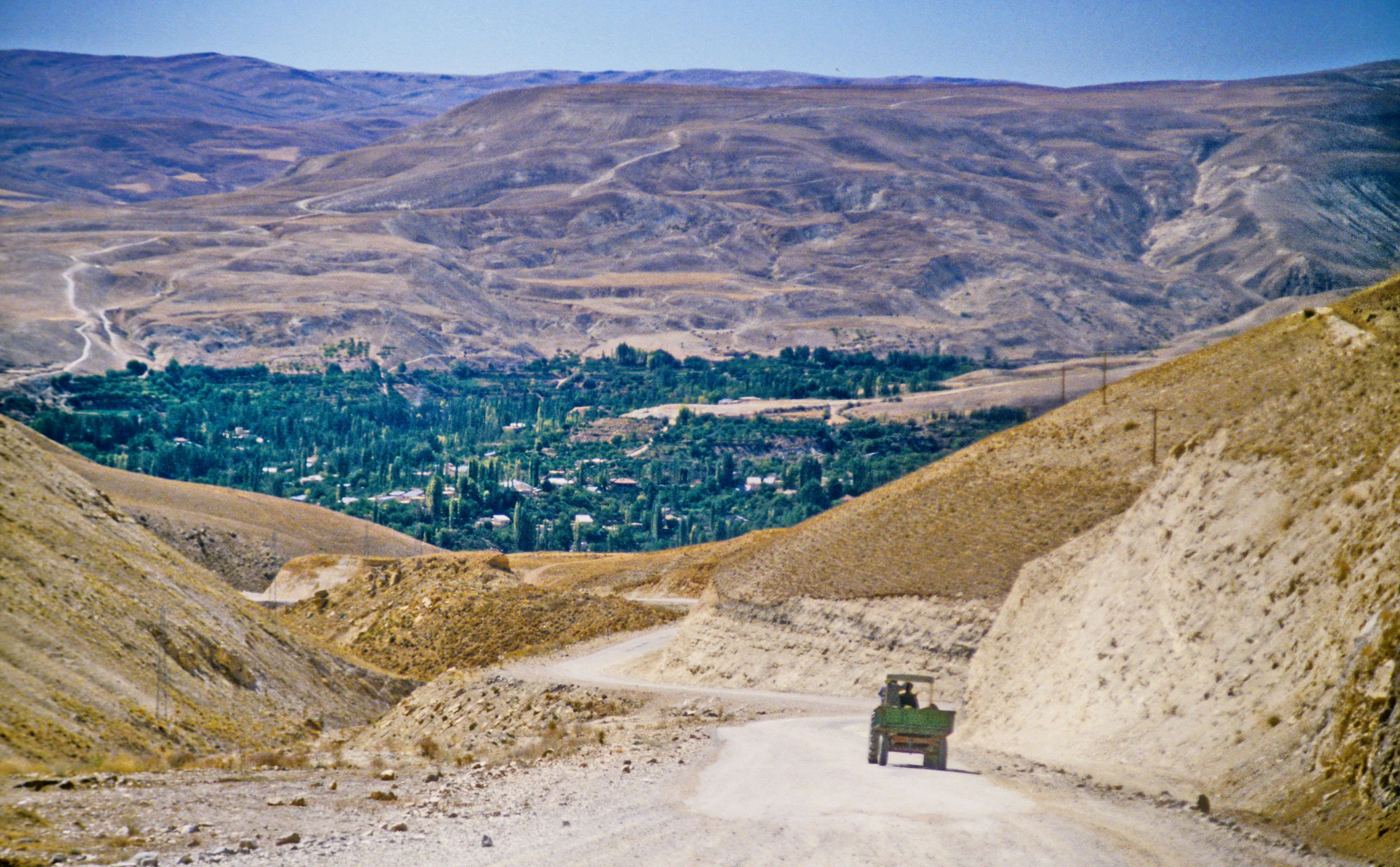
Das Becken von Gürün am Südrand der Uzun Yayla zu Füßen der Tahtalı Dağları liegt auf einem Zweig der Ostanatolischen Grabenzone.

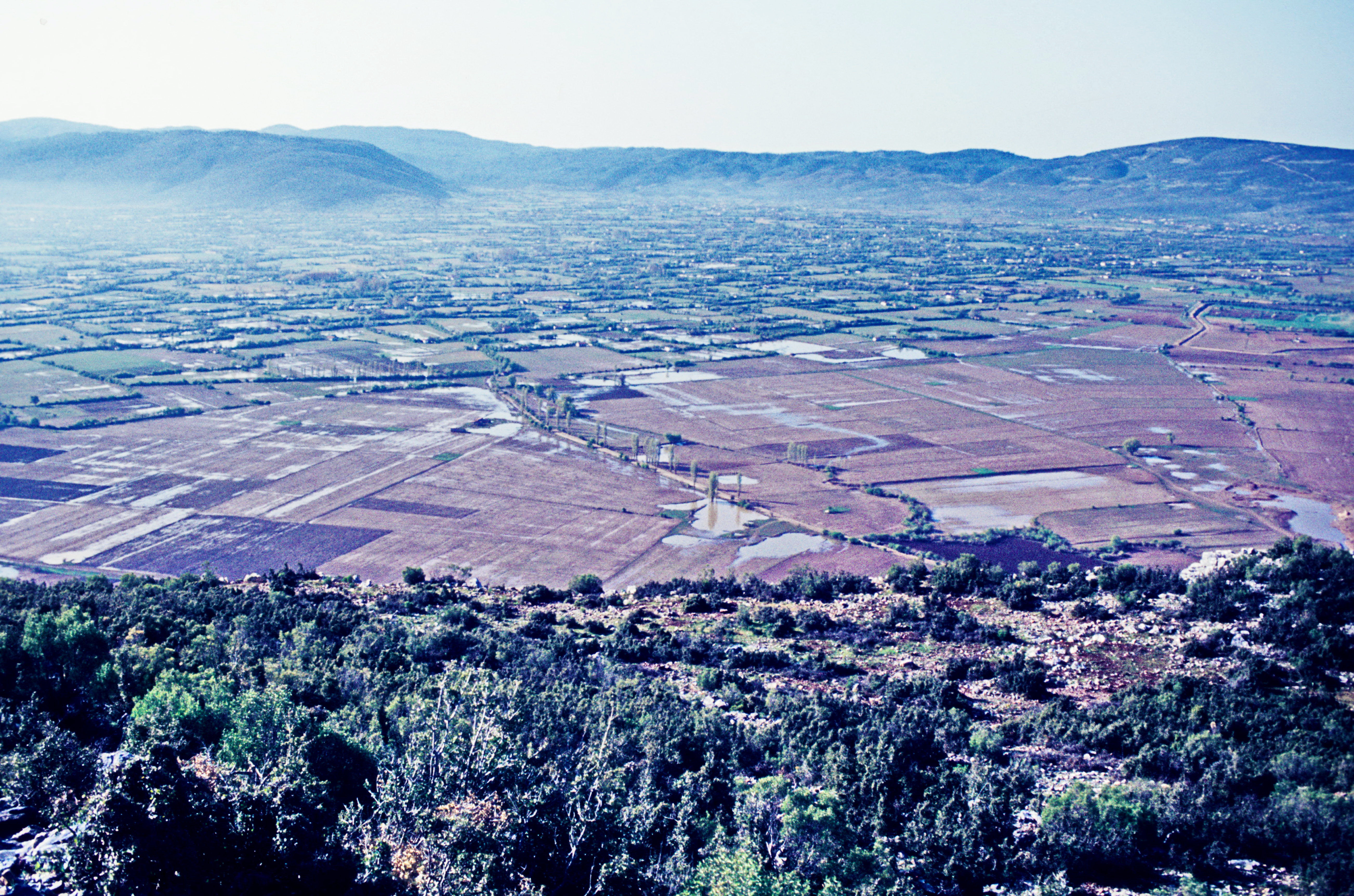
Das Becken von Muğla breitet sich in einer tektonischen Senkenzone zwischen den westlichen und östlichen Menteşe Dağları aus.

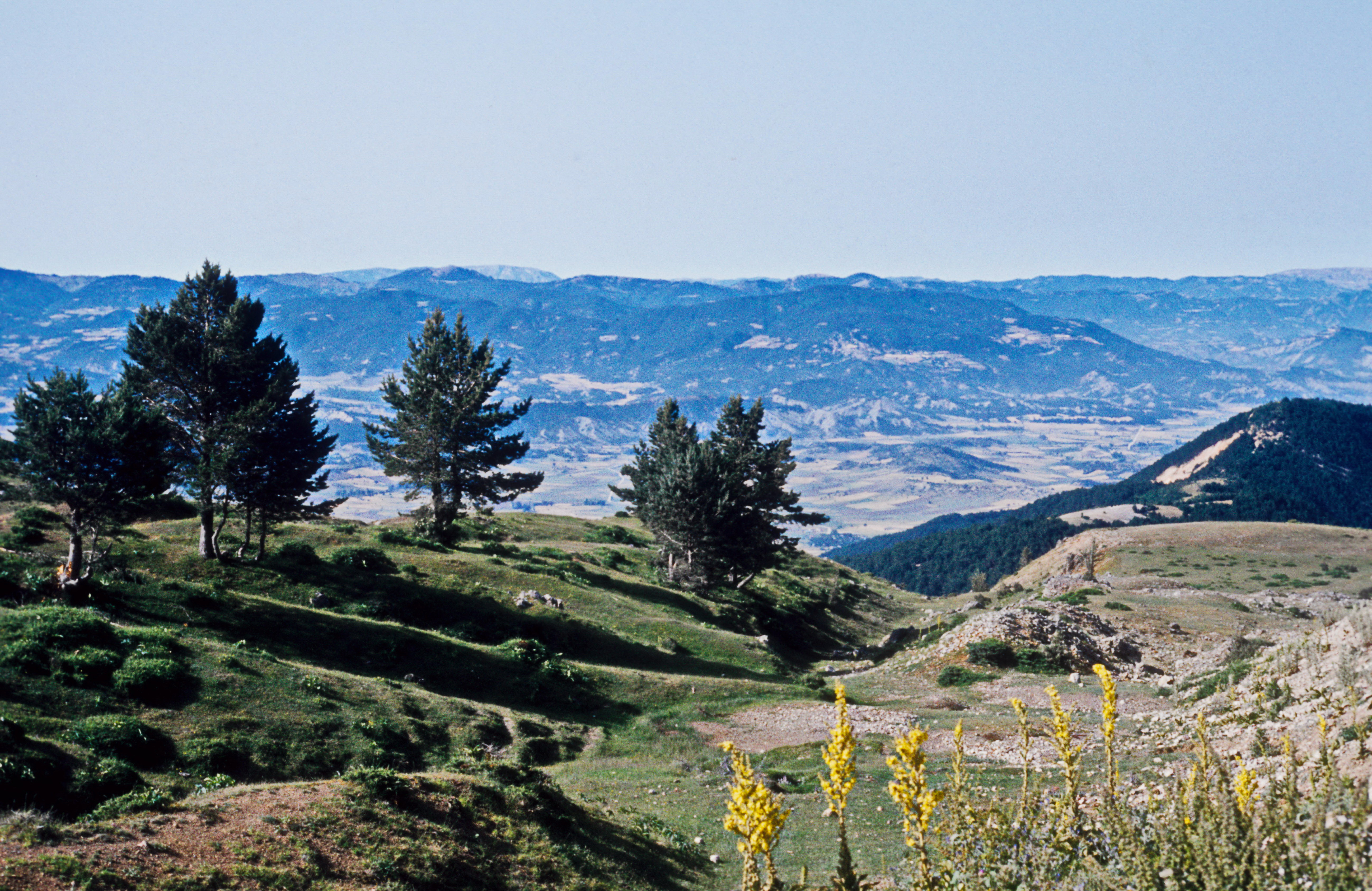
Das Becken von Mudurnu erstreckt sich südwestlich von Bolu in einem Zweig der Nordanatolischen Hauptverwerfung in den Köroğlu Dağları.

In der Ägäisregion entstanden Becken mit den gleichen Merkmalen als Folge des Zerbrechens des westanatolischen Menderes-Massivs in mehrere in O-W-Richtung verlaufende Horste, Gräben und Senken (siehe unten: Grabensenken) und der Auffüllung der abgesunkenen Teile mit Sedimenten während des Plio-Quartärs: Büyük Menderes, Küçük Menderes, Gediz, Akhisar, Kırkağaç-Soma, Simav, Edremit sowie die Ovas von Sındırgı, Kütahya, Tavşanlı, Domaniç, Çivril, Acıpayam. Diese Art von Becken kommt auch in Zentralanatolien und Zentralwestanatolien vor: Afyonkarahisar Ovası, Eğret Ovası, Büyük Sincanlı Ovası, Küçük Sincanlı Ovası, Sandıklı Ovası, Dinar Ovası, ÇöIovası, Çamurovası, Şuhut Ovası, Akşehir Ovası, Ereğli Ovası, Çubuk Ovası, Sarıoğlan Ovası, Gemerek Ovası und Eskişehir Ovası. Darüber hinaus kennt man auch Beckenlandschaften, deren Senken größtenteils in alten Massiven liegen, deren mittlere Teile mit Materialien aus der Umgebung vernarbt und gefüllt sind und die ein „parageosynklinales“ Merkmal aufweisen. Die dort eingefüllten Sedimente werden während des langsamen Einsinkens der Beckenbasis immer dicker. Ihre Mächtigkeit erreicht bisweilen Tausende von Metern. Zu diesen Senkungsbecken, die auch die Merkmale einer Ova aufweisen, gehören z. B. das Ergene-Becken, das Tuz-Gölü-Becken, die Çukurova und Teile der Balıkesir Ovası.

### Ovas fluvialer Entstehung
Bei den Ovas fluvialer Entstehung unterscheidet man zwei Unter-Typen
- Ovas entlang von fließenden Gewässern,
- Gebirgsfuß-Ebenen (Piedmont-Ebenen).

#### Ovas entlang von fließenden Gewässern
Ovas entlang von fließenden Gewässern entstanden zumeist durch seitliche Erosion entlang der Flussbetten. Unterschiedliche Bäche und Flüsse fließen in der Regel mit unterschiedlicher Erosionskraft und -geschwindigkeit (Gefälle) durch Gebiete unterschiedlicher Lithologie und bei unterschiedlichem Relief, was sich auf ihre Erosions- und Tragfähigkeit verschieden auswirkt. Daher erodieren Gesteinsarten aus weniger widerstandsfähigen Materialien, wie Sandstein, Ton, Mergel, Tonschiefer etc., schneller als widerstandsfähige Felspartien aus Marmor, Quarzit, Kalkstein, hart zementierten Konglomeraten usw. Entsprechende Erosionsflächen dehnen sich seitlich somit in unterschiedlicher Breite entlang des Gewässerbetts aus. An Stellen, an denen das Gefälle und damit die Tragfähigkeit mit der Zeit abnimmt, lagert sich Schwemmlandsedimente ab. Derartige Ebenen sind oft durch zwischengeschaltete Rift-Täler oder Schluchten in widerstandsfähigem Gestein voneinander getrennt. Auf diese Weise entstanden z. B. die intramontanen Becken von Pamukova, Orhaneli, Osmacık, Çal-Çivril, Tercan, Pazarören (Pınarbaşı/Kayseri), Pınarbaşı und Gevaş. Bei manchen von ihnen dürften jedoch tektonische Faktoren ebenfalls eine Rolle gespielt haben.

#### Piedmont-Ovas (Fußflächen)

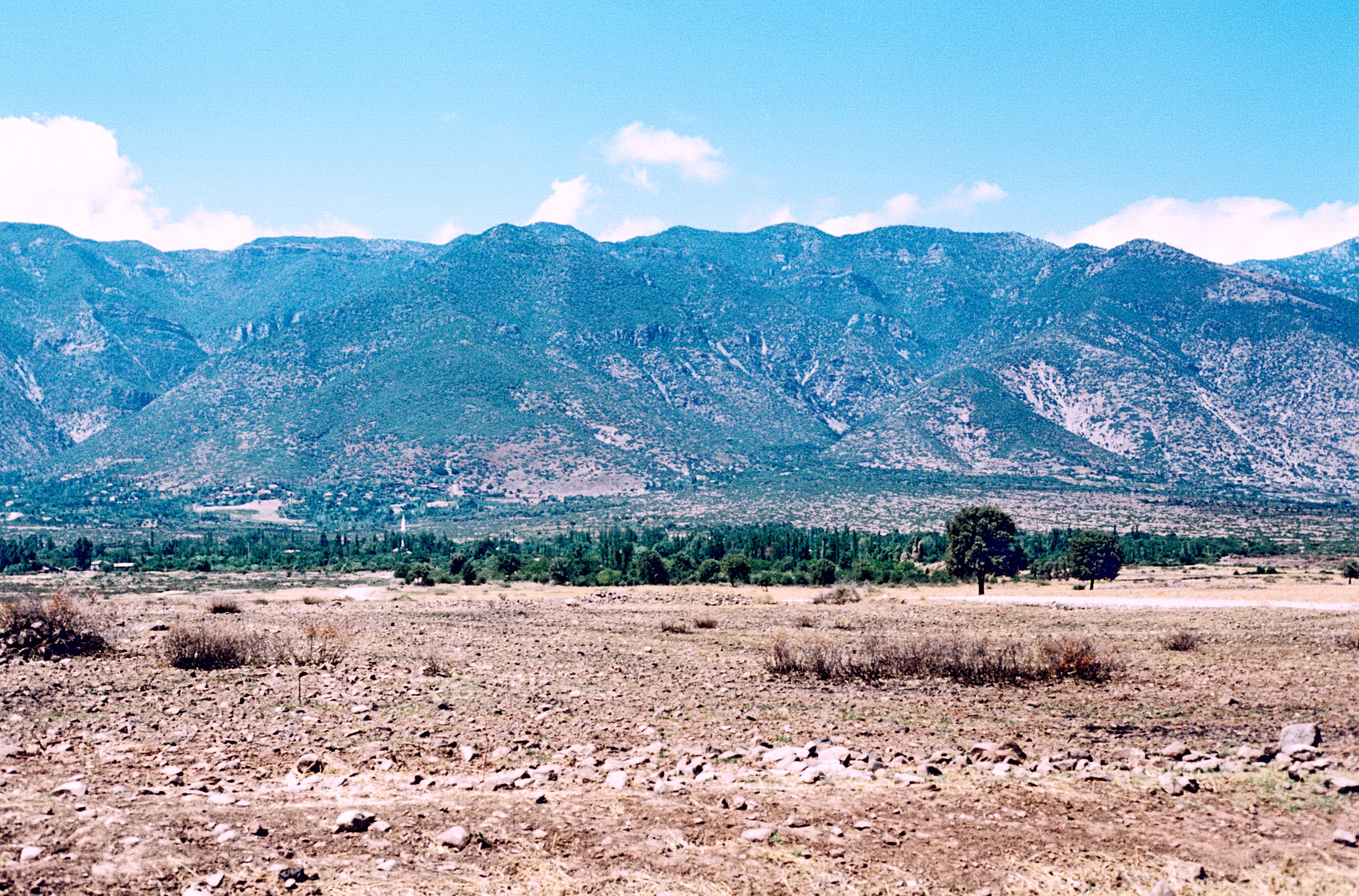
In großen Teilen gilt der Maraş-Graben zwischen Antakya (Hatay) und Kahramanmaraş, z. B. unterhalb des Kürt Dağı, als Beispiel einer Piedmont-Ova.

Piedmont ist der Oberbegriff für die gesamte Formenvielfalt der mehr oder weniger ausgedehnten Fußzonen vor Gebirgen und Höhenzügen. Er umfasst sowohl Abtragungs- und Aufschüttungsformen als auch damit verbundene tektonisch induzierte und vulkanische Formen. Bei Piedmont-Ovas handelt es sich also um Ebenen, die durch Verzahnung von Schwemmkegeln oder -fächern gebildet werden, die sich hauptsächlich an den unteren Hängen der Berge in den Regionen mit mediterranem Klima dort bilden, wo die Neigung abnimmt und daher die Tragkraft der Bäche nachlässt. Rein morphographisch sind die flach abdachenden Teile des Piedmont als Fußflächen bzw. "piedmont plains" zu bezeichnen. Bei Aufschüttungsformen wird von Bajadas gesprochen. Die meisten ihrer Elemente bestehen aus Kieseln, deren Kanten und Ecken noch nicht miteinander verbunden sind. Somit handelt es sich bei solchen Vorgebirgsebenen um Ovas, die weitgehend aus Kieselsteinen und Sand bestehen und zudem nicht unbedingt mit tektonischen Bewegungen in Zusammenhang stehen müssen, wie es u. a. für den Maraş-Graben östlich des Amanus Gebirge (Nur Dağı) gilt.

### Ovas in Karstlandschaften

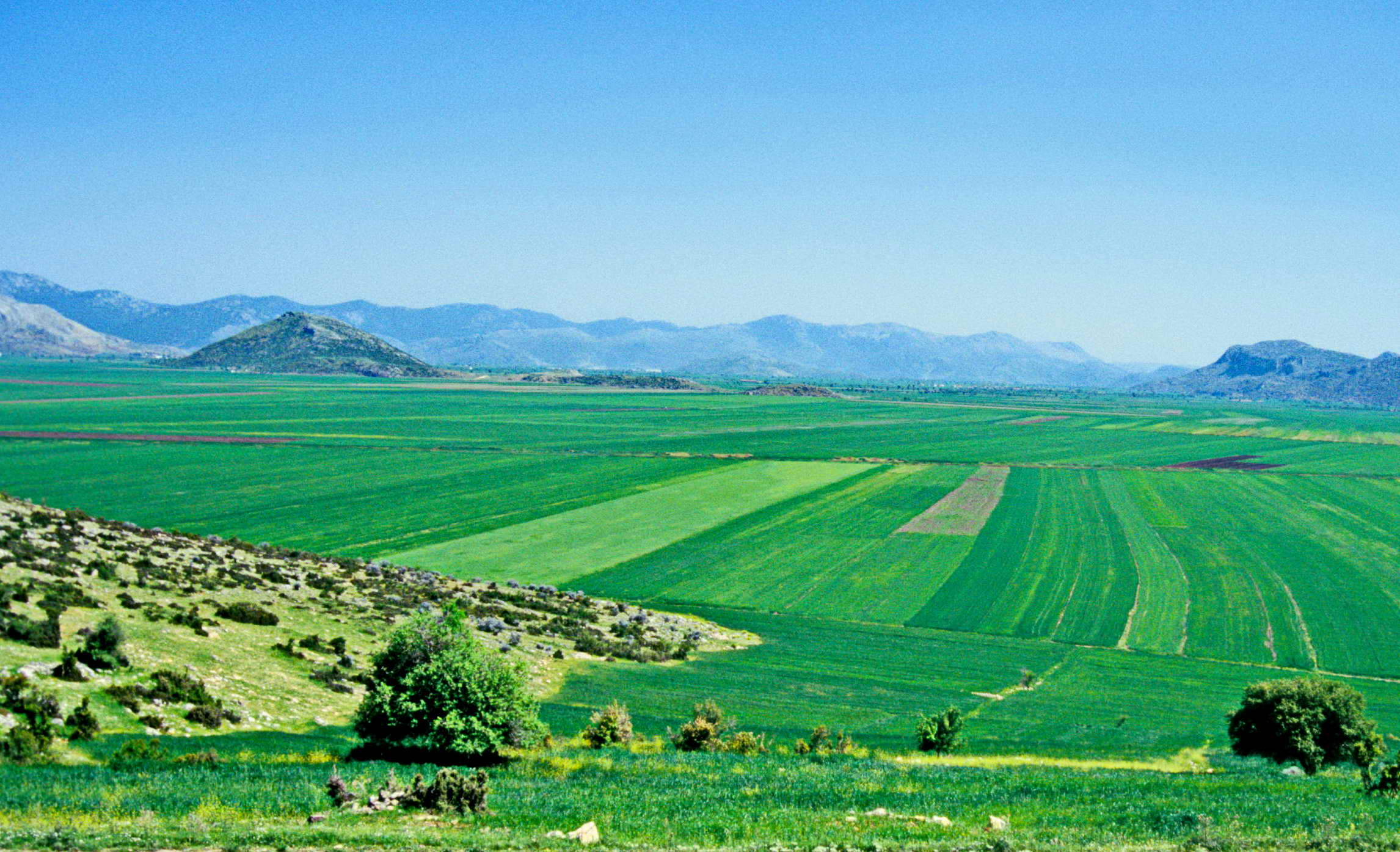
Blick über das Polje von Kestel im späten Frühjahr: Eine grüne Oase gegenüber den eher vegetationsarmen randlichen Kalk-Bergländern.

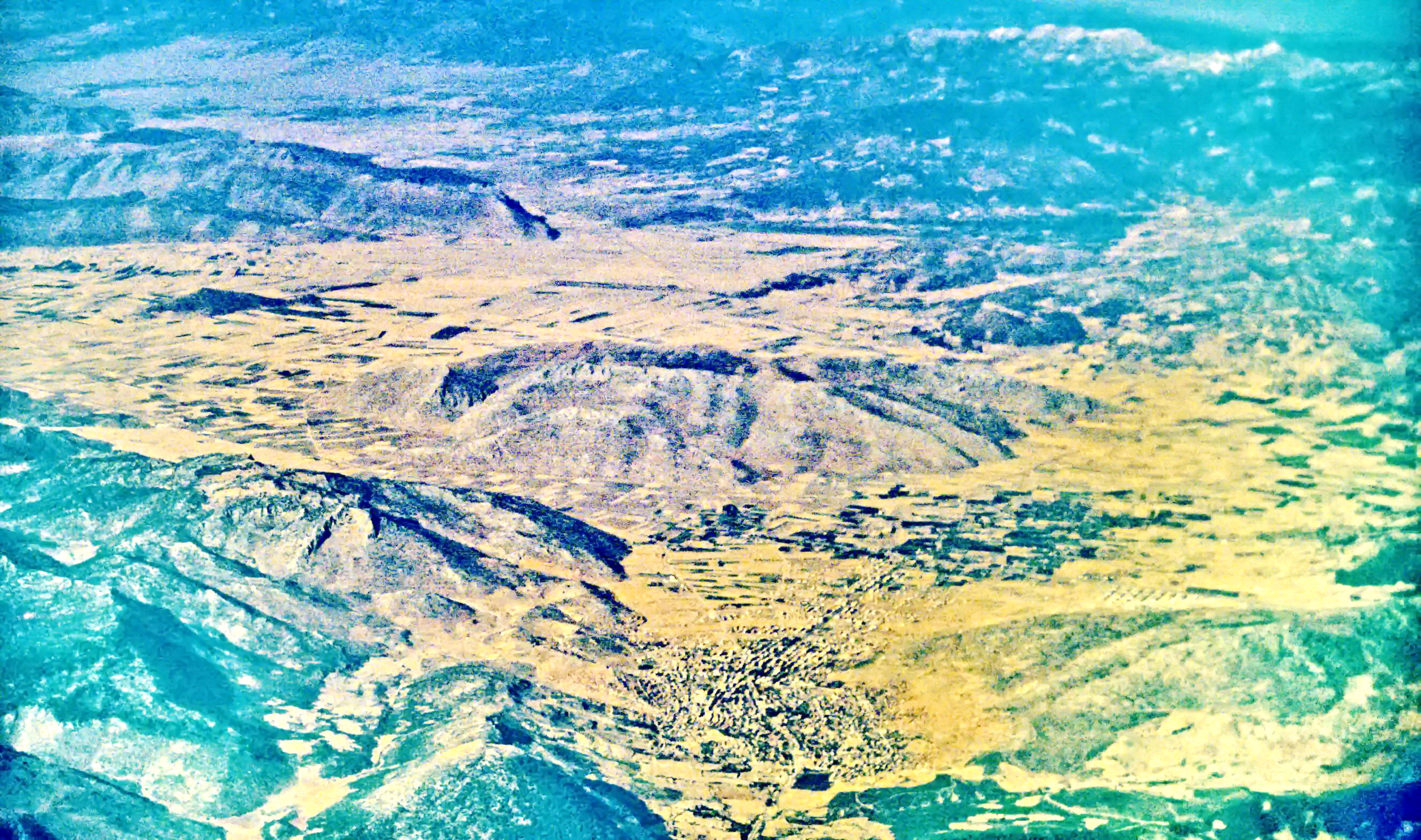
Aufnahme vom Polje von Kestel auf dem Flug von Antalya über den West-Taurus im September, im Vordergrund die Kreisstadt Bucak, im Mittelgrund der Hum des Aladağı und die Ausläufer des Karağan Dağı, im Hintergrungd den Anstieg zum Katrancık Dağı

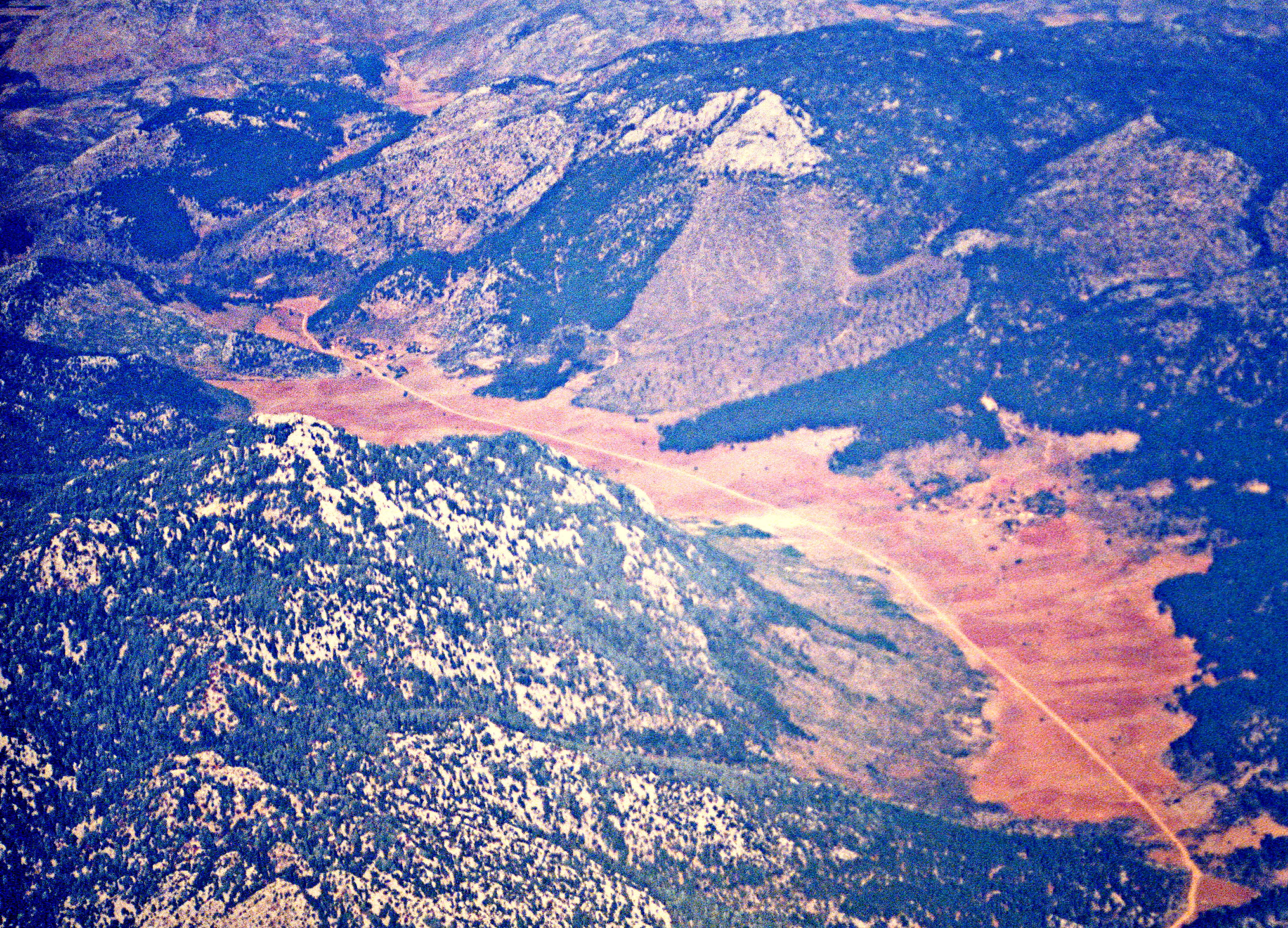
Kleinere und ausgedehntere Karstwannen (Poljen) innerhalb der Kalk-Gebirgsländer des westlichen Taurus, wie hier die Kuyubaşı-Ova südöstlich von Bucak, sind für die dortigen Kalk-Bergländer typisch.

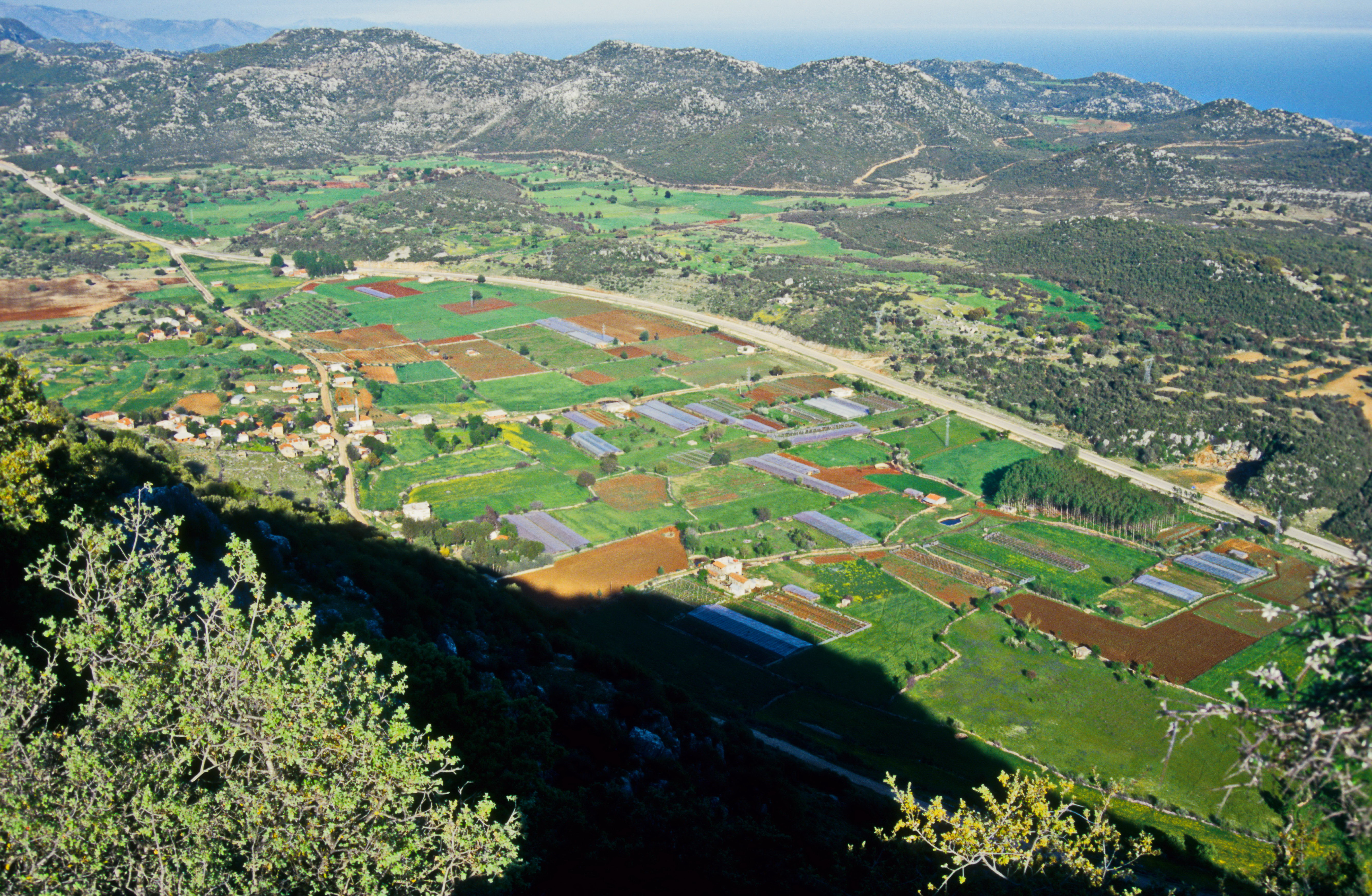
Die Yavu Ovası ist eine recht begrenzte agrarisch genutzte Karstwanne innerhalb des von Kalken dominierten Yavu--Berglandes in der Südwest-Türkei bei Kaş.

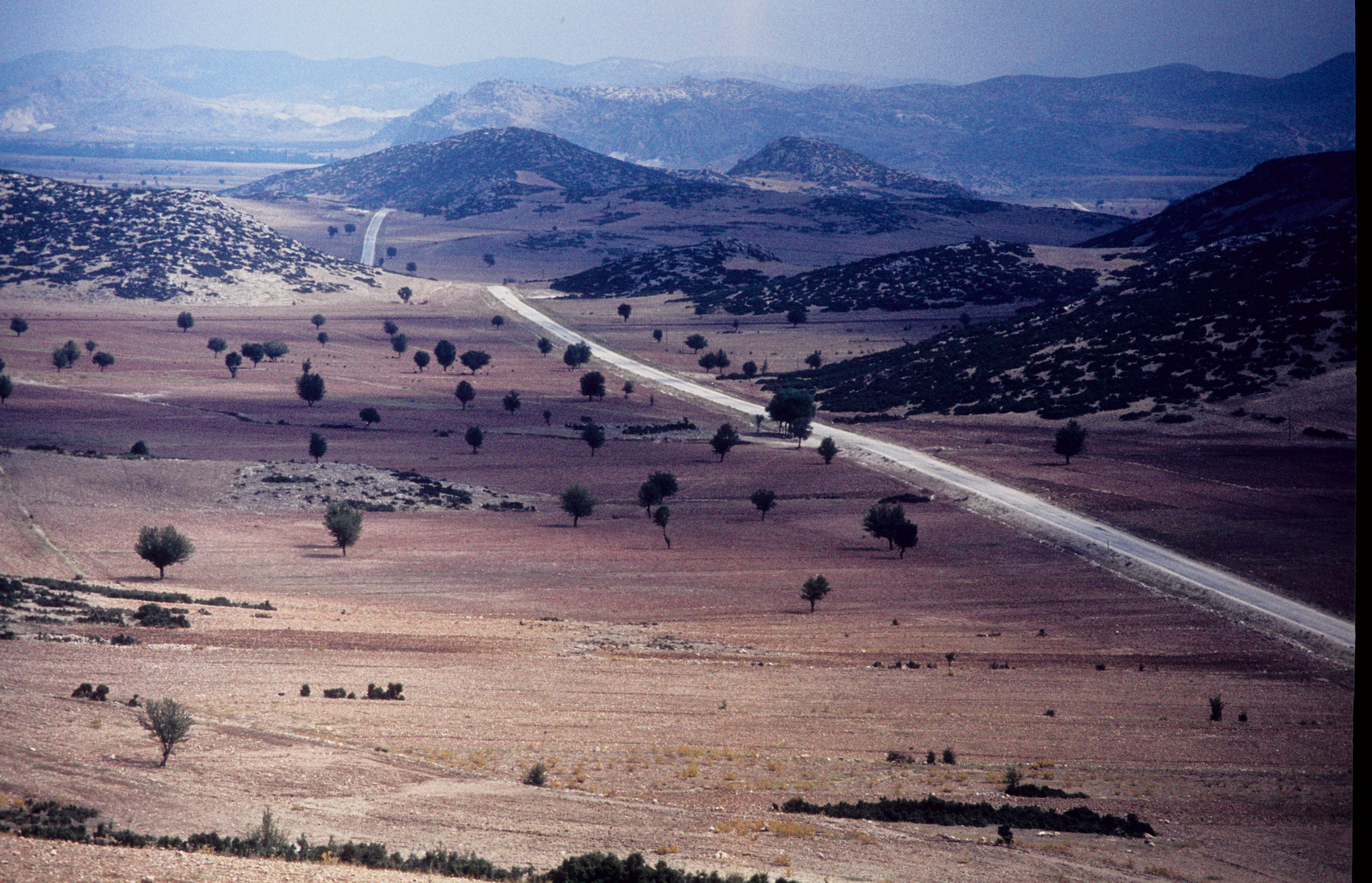
Die Folge von kleinen Karstbecken bei Kılınçkaya (Kreis Şuhut, Provinz Afyonkarahisar) erstreckt sich auf einer tektonischen Störung nördlich des Eğirdir-Sees.

Die Basis von Ovas in Karstlandschaften bilden in der Regel Poljen und Uvalas. Daher sind derartige Landschaftstypen karstischen Ursprungs nur in Gebieten der Türkei zu finden, die für die Verkarstung geeignet sind. Bekanntlich sind diese hauptsächlich im Taurusgebirge (insbesondere im westlichen und zentralen Taurusgebirge) zu finden. Darüber hinaus haben auch die westliche Schwarzmeerregion, der Süden von Afyonkarahisar, Teile Südwestanatoliens, die Umgebung von Sivas, Çankırı und Çorum, einige Teile der Marmararegion Karstformen entwickelt. Die meiste Verkarstung findet in den recht reinen Kalkgesteinen des unteren Mesozoikums und Tertiärs statt. Aufgrund der Löslichkeit von Kalk in Wasser (Lösungsverwitterung/Korrosion; auch „Kohlensäureverwitterung“, eine Art der chemischen Verwitterung, die bei der Lösung von Karbonatgesteinen auftritt) lösen sich Kalksteine entlang bestimmter Brüche, Risse, Spalten auf. Diese Konturen entsprechen oft tektonischen Linien. Dabei bilden sich Dolinen, die mit der Zeit miteinander zu „Karstgruben“ verschmelzen und dabei mit Lösungsrückständen und anderen Anschwemmungen aus dem umgebenden Kalkstein aufgefüllt werden, was zu einem relativ flachen Boden führt. Diese Lösungsrückstände bestehen oft aus „terra rossa“ (Kalksteinrotlehm). Dementsprechend findet man in Kalkstein-Gebieten häufig eine Art von kreisförmigen, ovalen, aber auch unregelmäßig geformten Ovas, die vorübergehend Karstwasser-Sümpfe und -Seen enthalten, wenn Wasser von Zeit zu Zeit in regenreichen Phasen im Karstwasserspiegel von unten aufsteigt. Sie kommen vor allem im Taurusgebirge häufig vor: Elmalı Ovası, Kestel Ovası (Bucak/Burdur), Muğla Ovası, Karabedir Ovası (Dinar/Afyonkarahisar), Gembos Ovası und Eynif Ovası (beide bei Başlar/Beyşehir/Konya) sind typische Beispiele.

### Küsten-Ovas

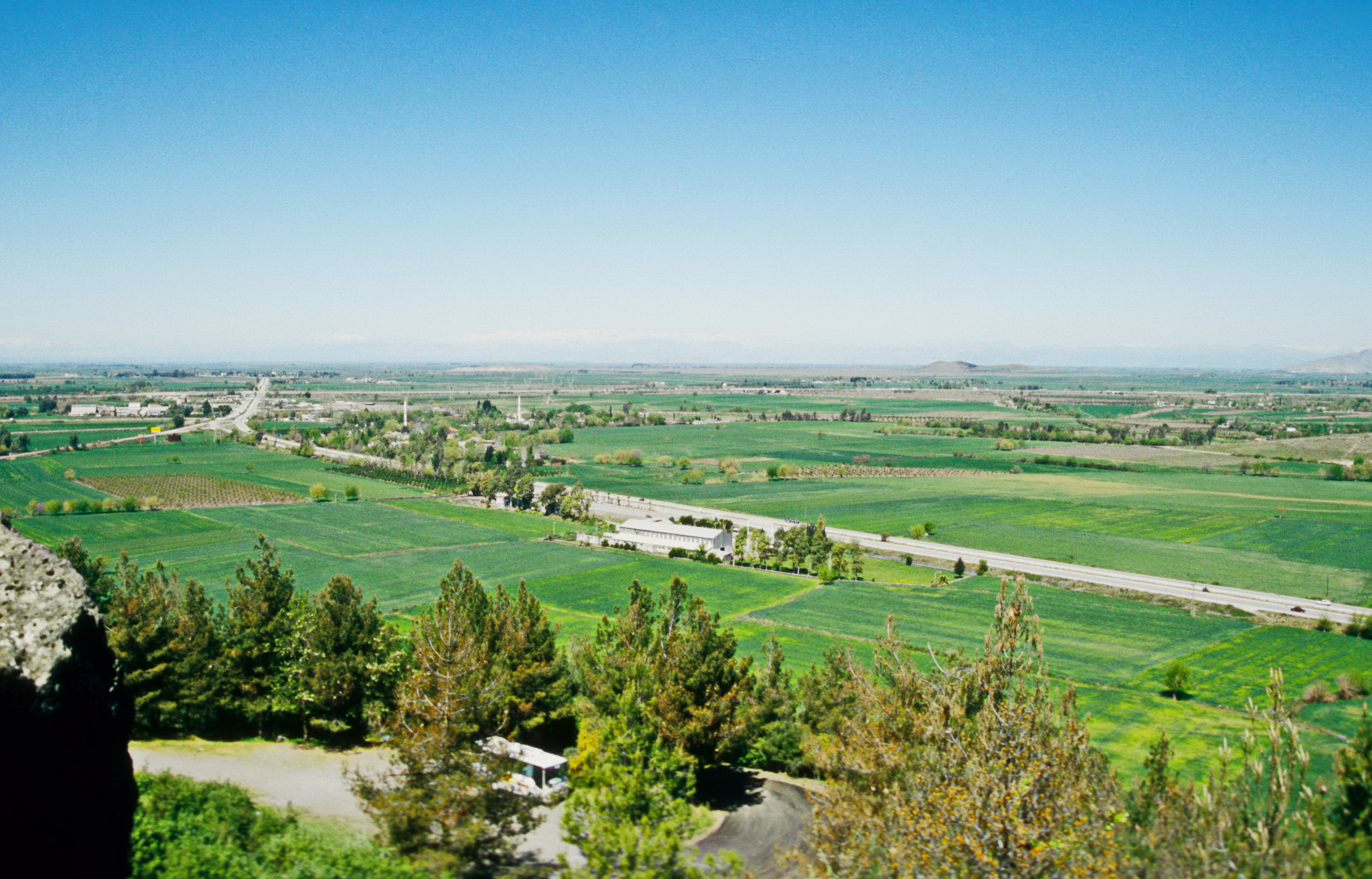
Blick unweit Issos von der Felsenburg Toprakkale an der „syrischen Pforte“ über die Küstenebene der oberen Çukurova.

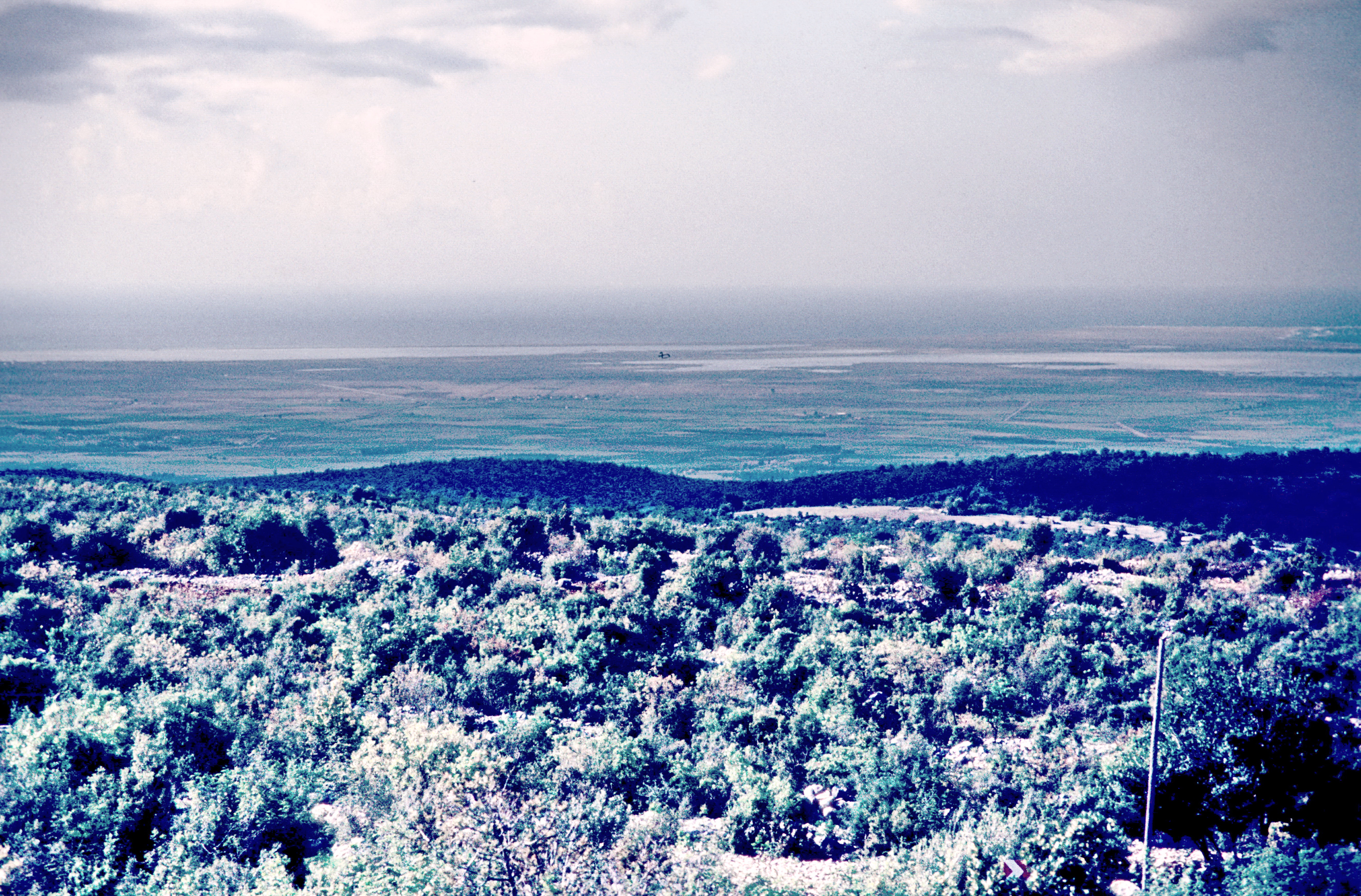
Als weit vorgeschobene Küstenebene schiebt sich das partiell versumpfte Mündungsdelta des Göksu südöstlich von Silifke ins Mittelmeer.

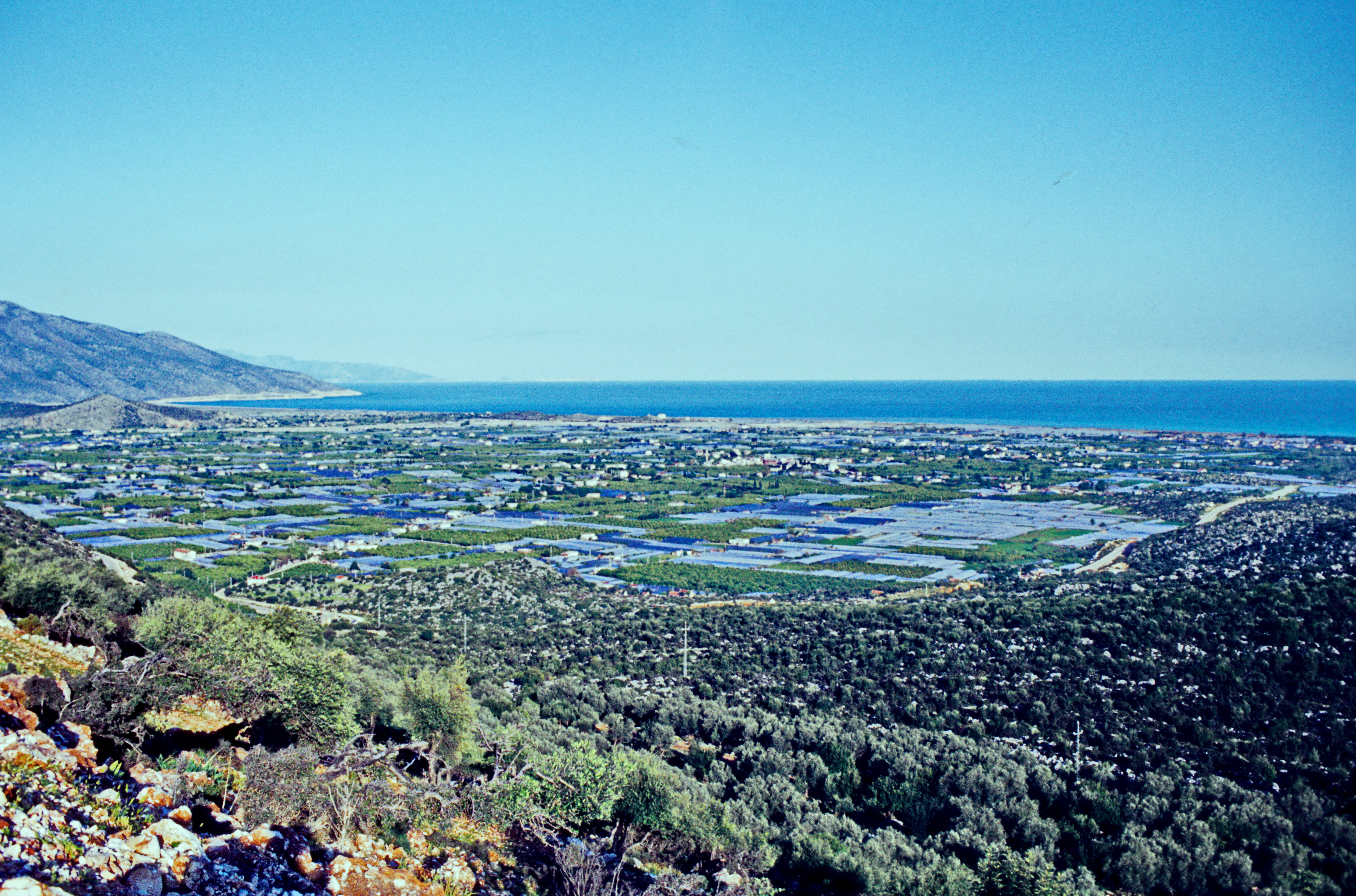
Vor dem Kalkbergland von Yavu breitet sich das Delta des Demre Çayı als intensiv agrarisch genutzte Küstenebene aus.

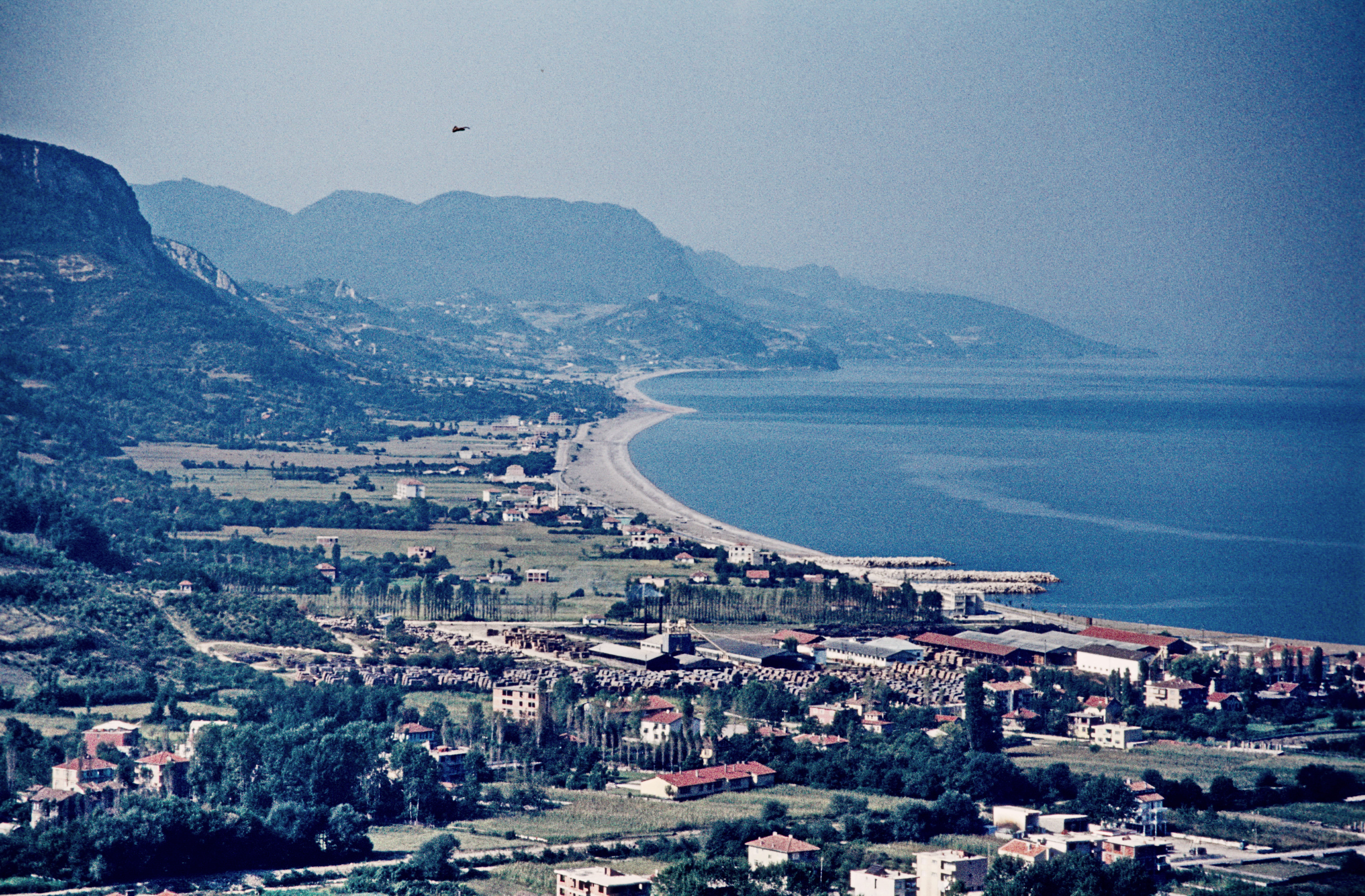
Die Cide Ovası ist eine kleine Küstenebene zwischen Amasra und Inebolu an der türkischen Schwarzmeerküste.

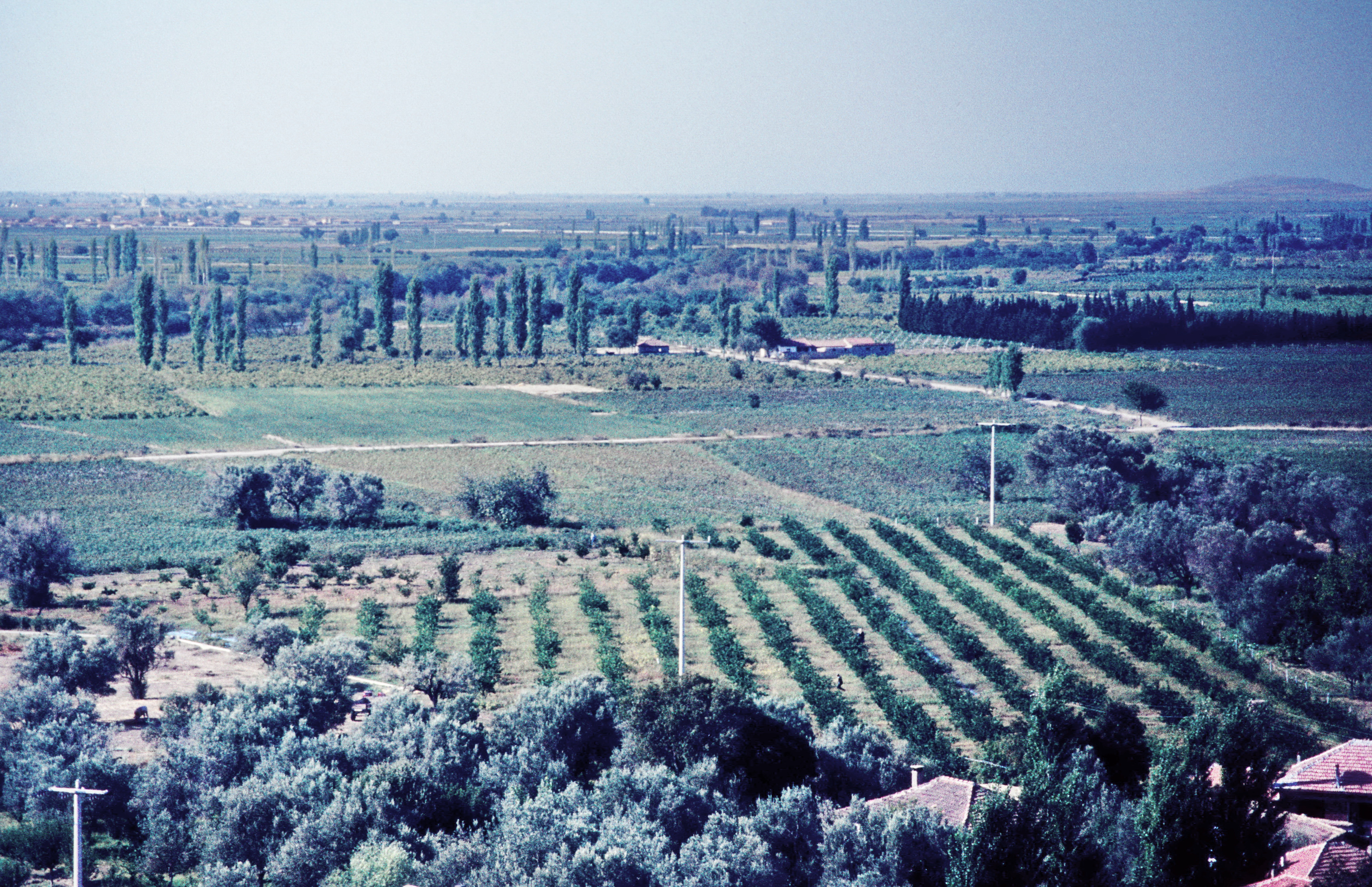
Die Küstenebene des Gediz Nehri grenzt nordwestlich von İzmir bei Menem an die Bucht von İzmir.

Abhängig von den lithologischen, tektonischen und untermeerischen Merkmalen, wie Strömungen oder Meeresbodenstrukturen, bieten die Küsten der Türkei einige interessante Ova-Typen. Bei ihrer Entstehung spielten sowohl marine als auch terrestrische Prozesse eine Rolle. Es haben sich Ovas entwickeln, wo ein Bach ins Meer mündet (Beispiel: Anamur Ovası), Ebenen entlang der Küste (Beispiel: Mersin-Erdemli-Ebene als Teil der westlichen Çukurova) oder Flussdeltas (Beispiel: Göksu-Delta bei Silifke). Hier wurden Ovas durch Schwemmlandauffüllungen oder aus Sandanwehungen (Küstendünen), also als Akkumulationsebenen gebildet, andere wiederum entstehen durch Erosion im anstehenden Gestein (Erosionsebenen). Die meisten davon sind jedoch Schwemmlandebenen. Derartige Ebenen entstanden an Stellen, an denen das Meer relativ flach ist. Einige von ihnen haben auch flache Sümpfe und Seen. Typische Beispiele sind u. a. die Bafra Ovası (Kızılırmak-Delta), Büyük Menderes-Delta oder Göksu-Delta. Diejenigen, die sich als schmaler Streifen küstenparallel erstrecken, bestehen größtenteils aus Sand, während Deltas im Inneren aus Schwemmland bestehen. In dieser Hinsicht handelt es sich bei den ersten um Strände, die nicht für die Landwirtschaft geeignet sind. Schwemmlandschichten unterschiedlicher Mächtigkeit, die diese Ova-Ebenen in der Regel bilden, sind auch als unterirdische Wasserreservoire wichtig. Insofern bilden derartige Gebiete vor allem bei günstigen klimatischen Bedingungen fruchtbare landwirtschaftliche Flächen.

## Genereller Aufbau einer Ova
Typisch als Teillandschaften der meisten Ovas sind die zumeist während des Holozäns gebildeten alluvialen Schwemmlandebenen im Zentrum als Ergebnis von Akkumulation, seien diese Landschaften nur Talweitungen, in denen sich von den Rändern her beiderseitige Schwemmkegel fast berühren, oder weite ebenes Schwemmlandbecken. Am Rand der alluvialen Ebenen, wo Gewässer aus umrahmenden Gebirgen Schwemmfächer aufgeschüttet haben, die sich unterschiedlich weit ins Becken hineinziehen und auch seitlich berühren können, entstand dabei oft eine ganze Schwemmfächerzone mit grobkörnigen Böden. Dort versickert ein Teil des herabströmenden Wassers und speist den obersten Grundwasserhorizont der Ova. Ist der Gebirgsrahmen asymmetrisch mit erheblich ungleichen Einzugsbereichen und unterschiedlicher Wasserführung der Bäche, kann die ganze Beckenebene ein merkliches Gefälle hin zu einer Seite haben, an die auch der Hauptvorfluter gedrängt wird. In abflusslosen Ovas und auch wenn Becken durch Gewässer geringen Gefälles drainiert werden, sind ihre tiefsten Teile häufig, je nach jahreszeitlich anfallenden Niederschlägen, von Seen, Salzseen oder Sümpfen eingenommen. Dann zeigen die Ova-Böden zum Beckenzentrum hin meist feinkörnige Sedimente gegenüber zunehmenden Sand-, Kies- und Geröllanteilen zu den Rändern hin. Den Rahmen dieser Flachbereiche bilden jungtertiäre Ablagerungen, die zeitgleich sowohl mit als auch bei tektonischer Absenkung sedimentiert wurden. Aufgrund der oft auch phasenweisen Hebung der Beckenränder relativ zum Beckeninneren wurden in manchen dieser vergleichsweise steil gestellten Neogenfüllungen durch Erosion Miniaturschichtstufen herausmodelliert. Zugleich ließ die Ausräumung oft tafelbergartige Reste stehen. Diese neogenen Schichten enthalten neben Tonen und Mergeln eine Beckenrandfazies aus gröberen Sedimenten bis hin zu Konglomeraten, bisweilen aber auch Salze, Gips und eventuell Braunkohle. Auch dort kann Grundwasser von den Randhöhen als artesisch gespanntes Wasser bis unter den Untergrund des Beckens gelangen, wo es für die Landwirtschaft verfügbar ist. Über den Rändern ziehen sich Flachreliefs, Riedel und Hügel verschiedenen neogenen Alters und verschiedener Höhenlage mit Verebnungen auf Seitenkämmen in mehr oder weniger gleichmäßige Steigung in das umrahmende Gebirge hinein. Von türkischen Geographen werden solche rumpfflächenartigen, stärker gehobenen Flachformen in den höheren Gebirgsteilen als „Yayla“ im Sinne von „Hochplateau“ bezeichnet.

## Sonderformen

### Großraum-Becken

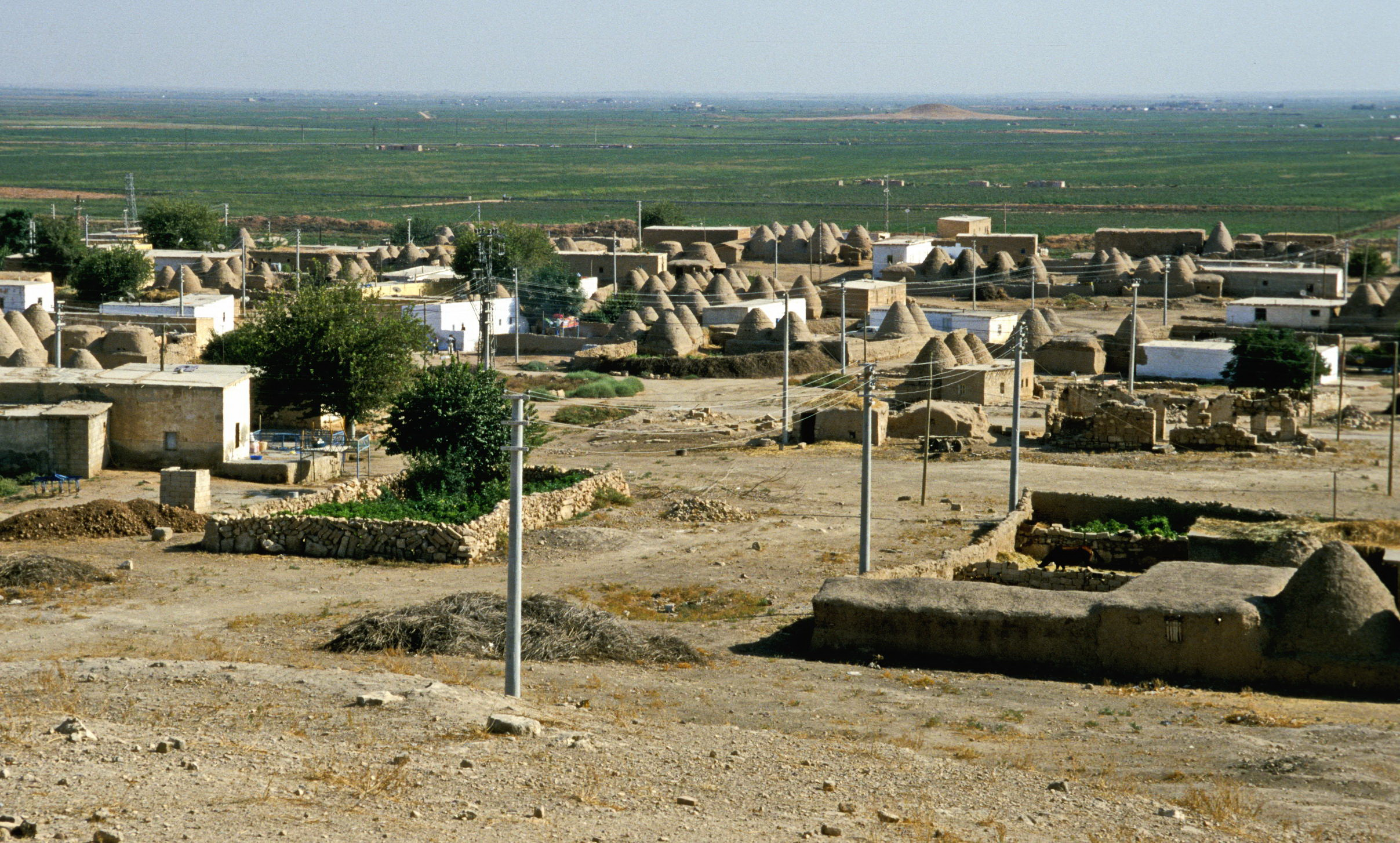
Blick über die bewässerte Feldflur der Urfa-Harran Ovası bei Harran.

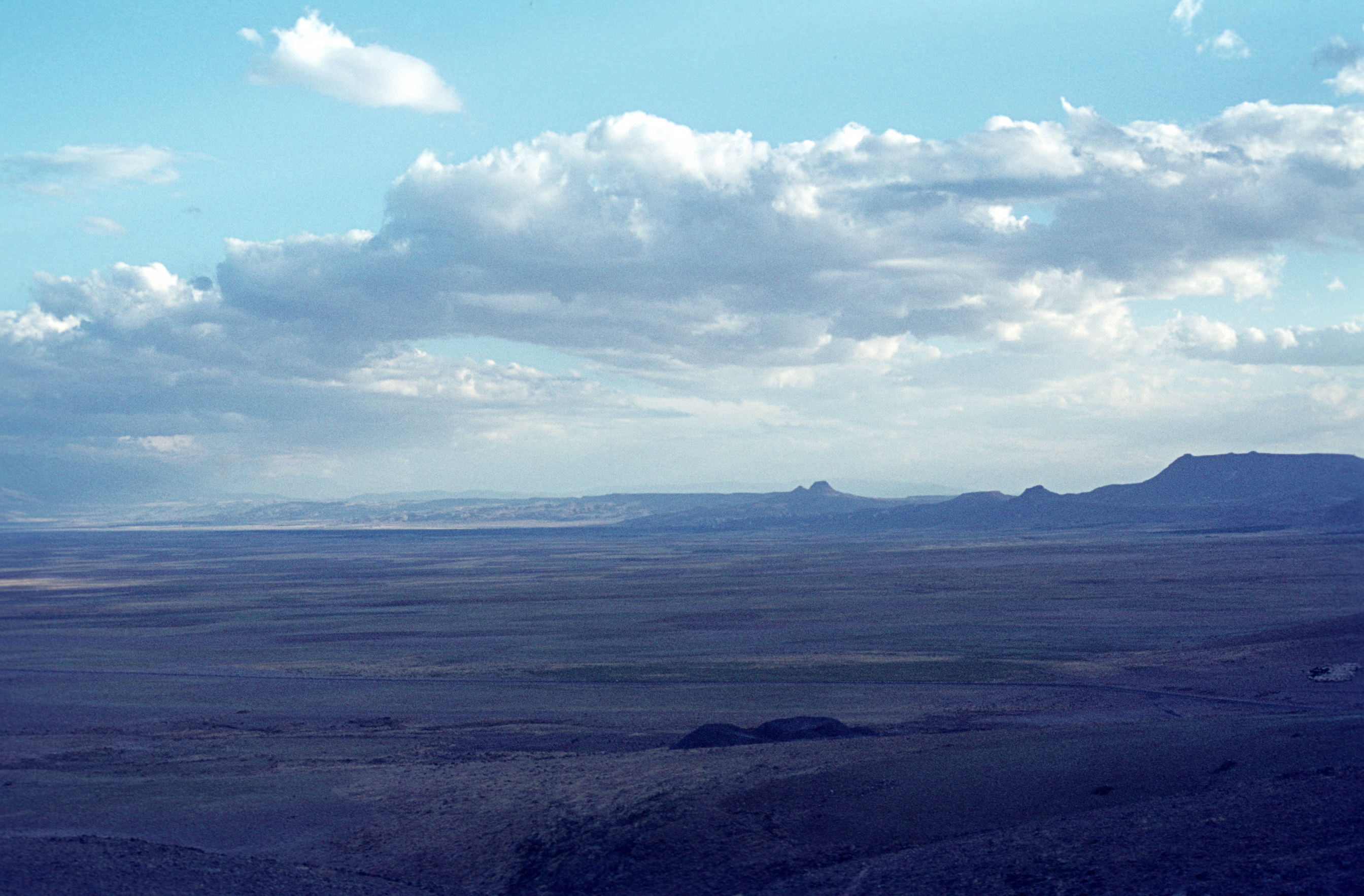
Das Bild zeigt die typische Großbecken-Landschaft der Konya-Ereğli Ovası bei Altınekin südlich von Konya.

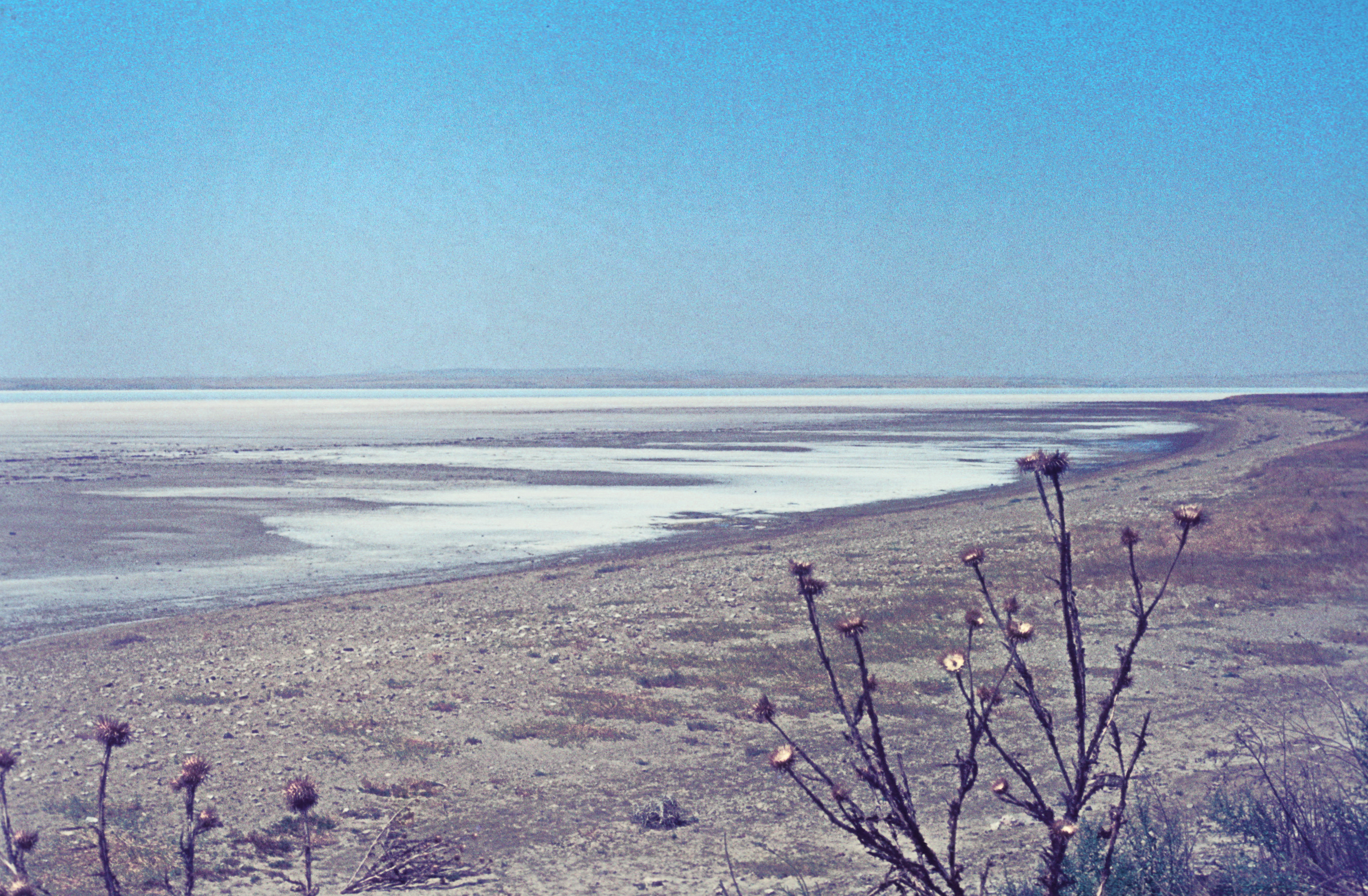
Blick auf nordöstliche Partien des Großen Salzsees (Tuz Gölü) im Tuz Gölü-Becken in Inneranatolien bei Şereflikoçhisar.

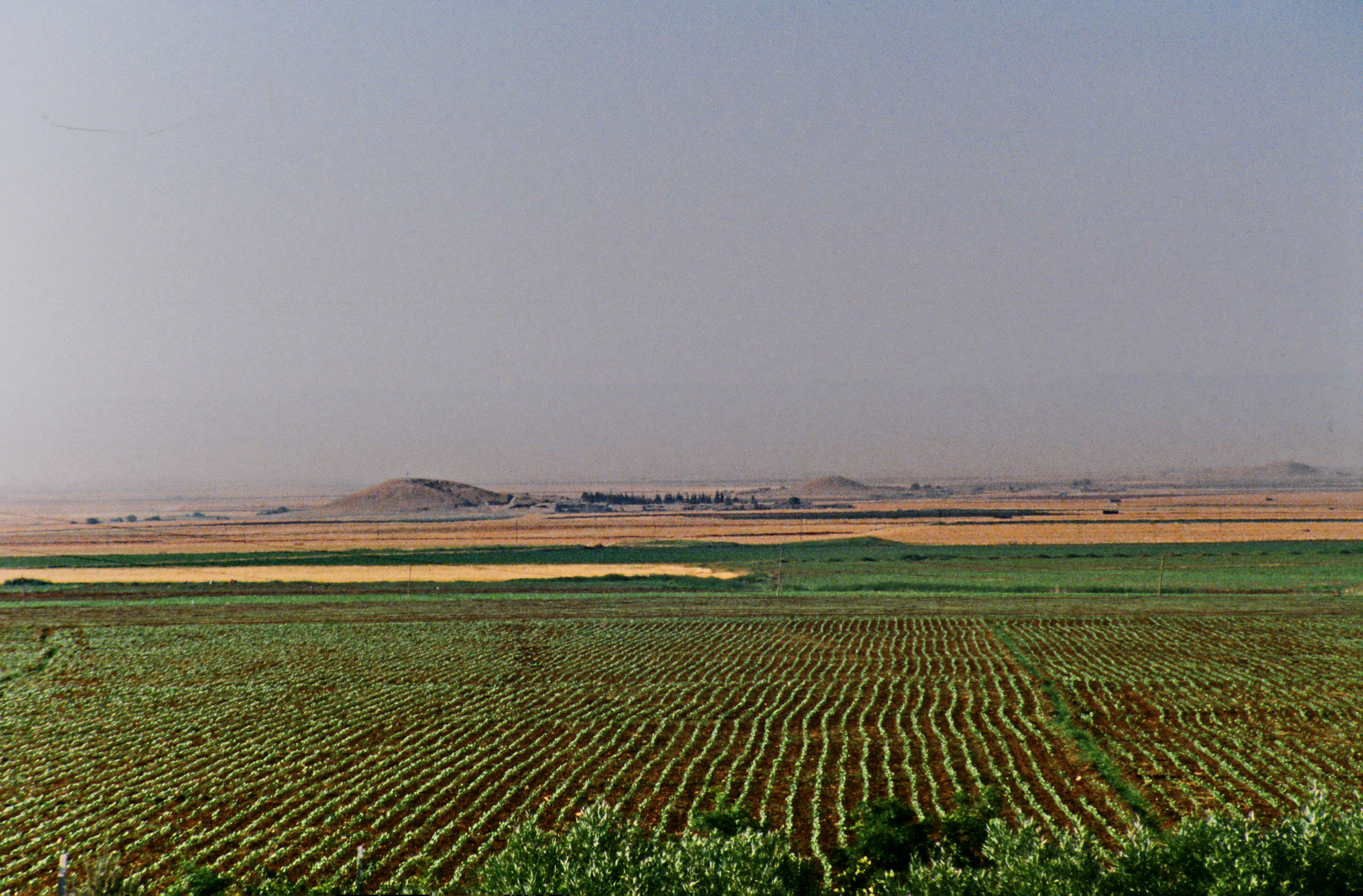
Blick über die ausgedehnten Ackerebenen der Nusaybin Ovası östlich von Mardin. Mitte Juni 1989.

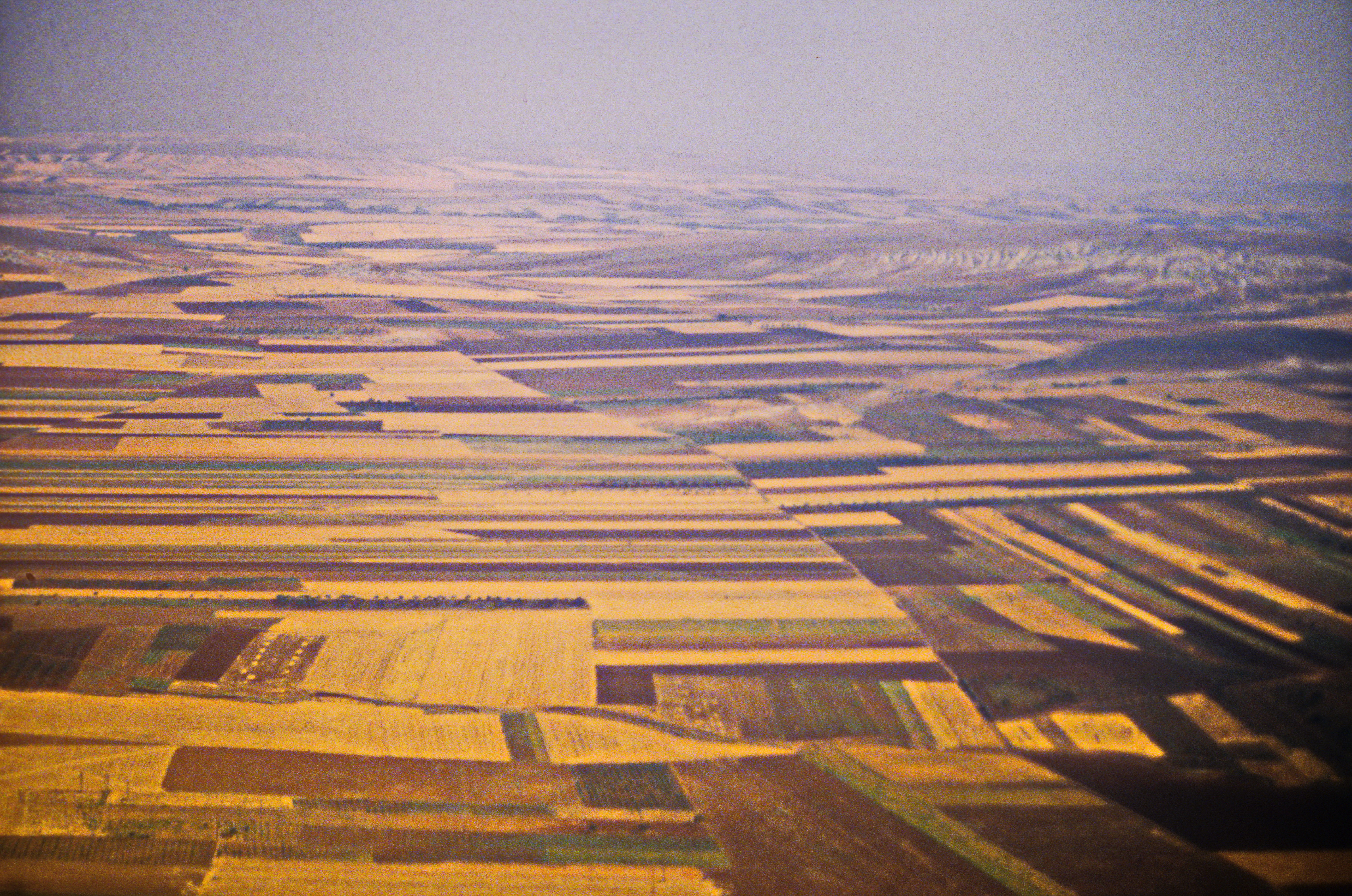
Die Barak Ovası mit einer durchschnittlichen Höhe von 375 m ist Teil des Gaziantep-Plateaus und reicht nach Süden bis zur syrischen Grenze und umfasst die Landkreise Oğuzeli, Nizip und Karkamış.

Verglichen mit den intramontanen, zumeist kleinräumigeren Ova-Strukturen in den mehr gebirgigen Landesteilen zeigen die Ovas mit großräumiger Ausdehnung als regionaltypische Varianten vor allem in Südost- und Inneranatolien ein etwas anderes Bild, wo eine bisweilen fehlende oder mangelhafte Drainage auffällig ist und wo nicht nur der Gebirgsrahmen von untergeordneterer Bedeutung ist, sondern sich auch die Größenverhältnisse von Becken zu Gebirgsrahmen umkehren: Dort sind es neben eher schmalen Gebirgsscheiden oder niedrigen Schwellen ausgedehnte flache Becken, in denen Tafel- und Hügellandschaften den größten Flächenanteil einnehmen. Breite Flächenreste ziehen sich von meist flach lagernden Neogensedimenten in den nur wenig gehobenen äußeren Gebirgsrahmen hinein. Bisweilen fehlen diese äußeren Gebirge, und die ausgedehnte Neogentafel reicht bis zum nächsten alluvialen Becken. Die Bezeichnung Ova beschränkt sich dort meist nur auf das alluviale Zentrum, dessen Neogenränder eine Begrenzung eher bilden als die fernen Gebirgszüge. Dazu zählen z. B. das Tuz-Gölü-Becken sowie – außerhalb der Gebirgszonen von Taurus und Pontischem Gebirge – das Ergenebecken in Thrakien (Aşağı Meriç Ovası), die Senkenzone entlang der türkisch-syrischen Grenze zwischen Urfa und Mardin sowie das Becken des oberen Tigris um Diyarbakır. Im Gegensatz zu den eher kleinräumigen Gebirgs-Ovas sind diese dort oft durch ein dichtes Netz von Tälern erschlossen, und die jungtertiären Beckenfüllungen sind durch zahlreiche Gewässer in parallele, zur Beckenachse abdachende Riedel zerlegt. Angesichts der fehlenden Alluvialebenen und der beträchtlichen Dimension wird hier anstelle der Bezeichnung „Ova“ der von türkischen Geographen eingeführte Ausdruck „Havza“ eher benutzt.

### Grabensenken

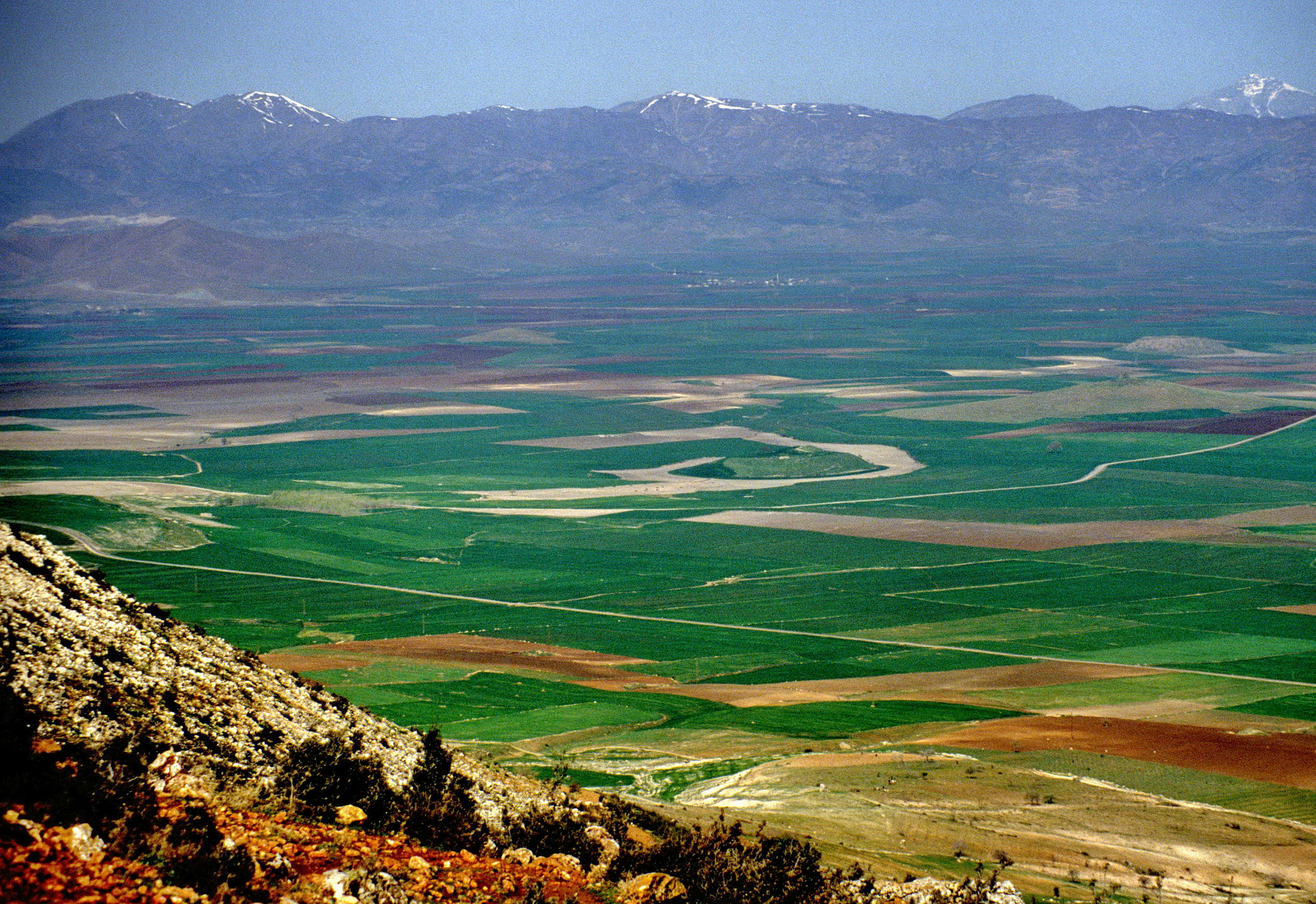
Blick vom Kürt Dağı über die fruchtbaren Ackerebenen des Maraş-Grabens bei Sakçagözü auf den Gavur Dağı (Amanus-Gebirge).

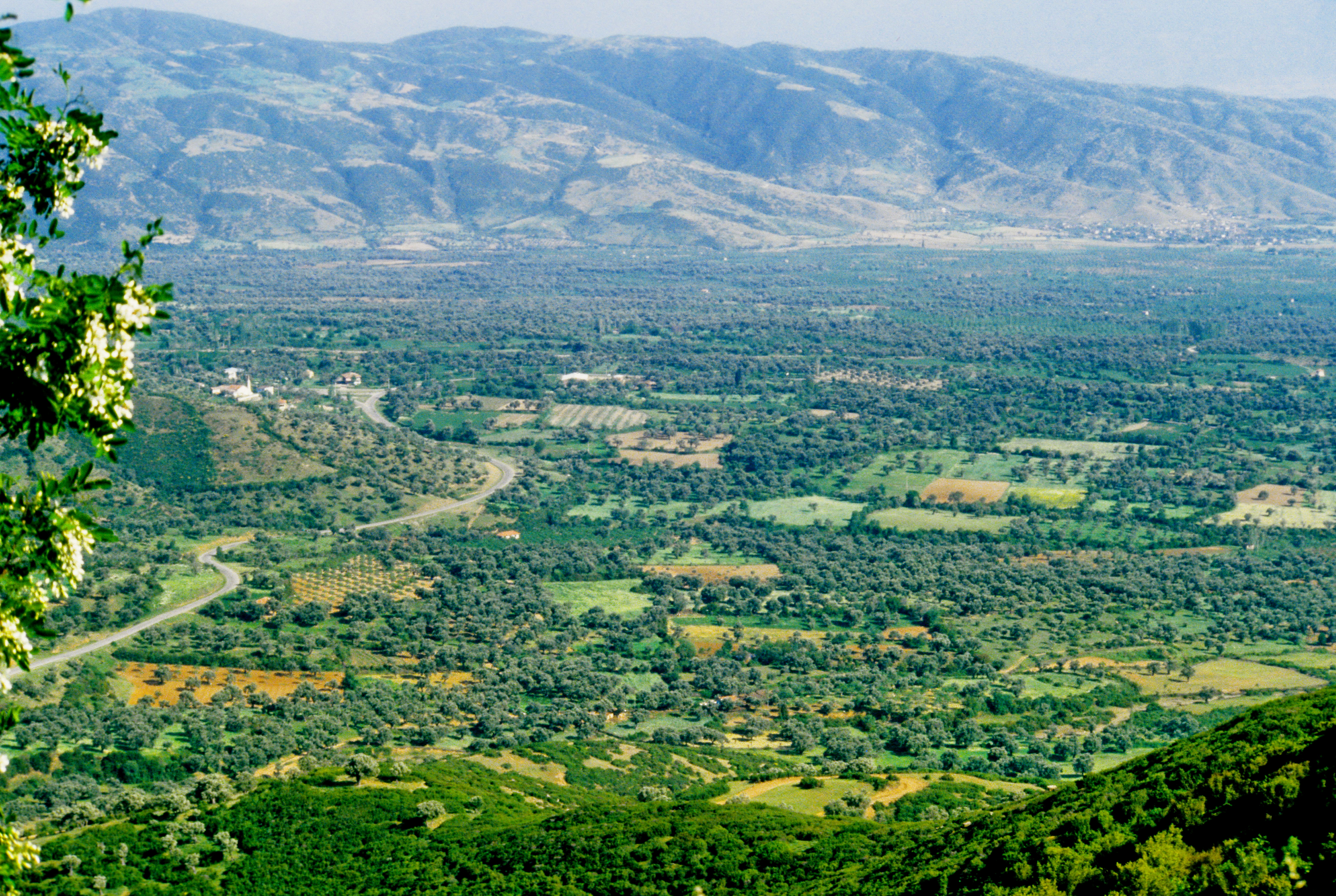
Aussicht von den Höhen des Bozdağlar-Massivs bei Birgi in die Senke des Küçük Menderes-Grabens. Im Hintergrund die Aydın Dağları.

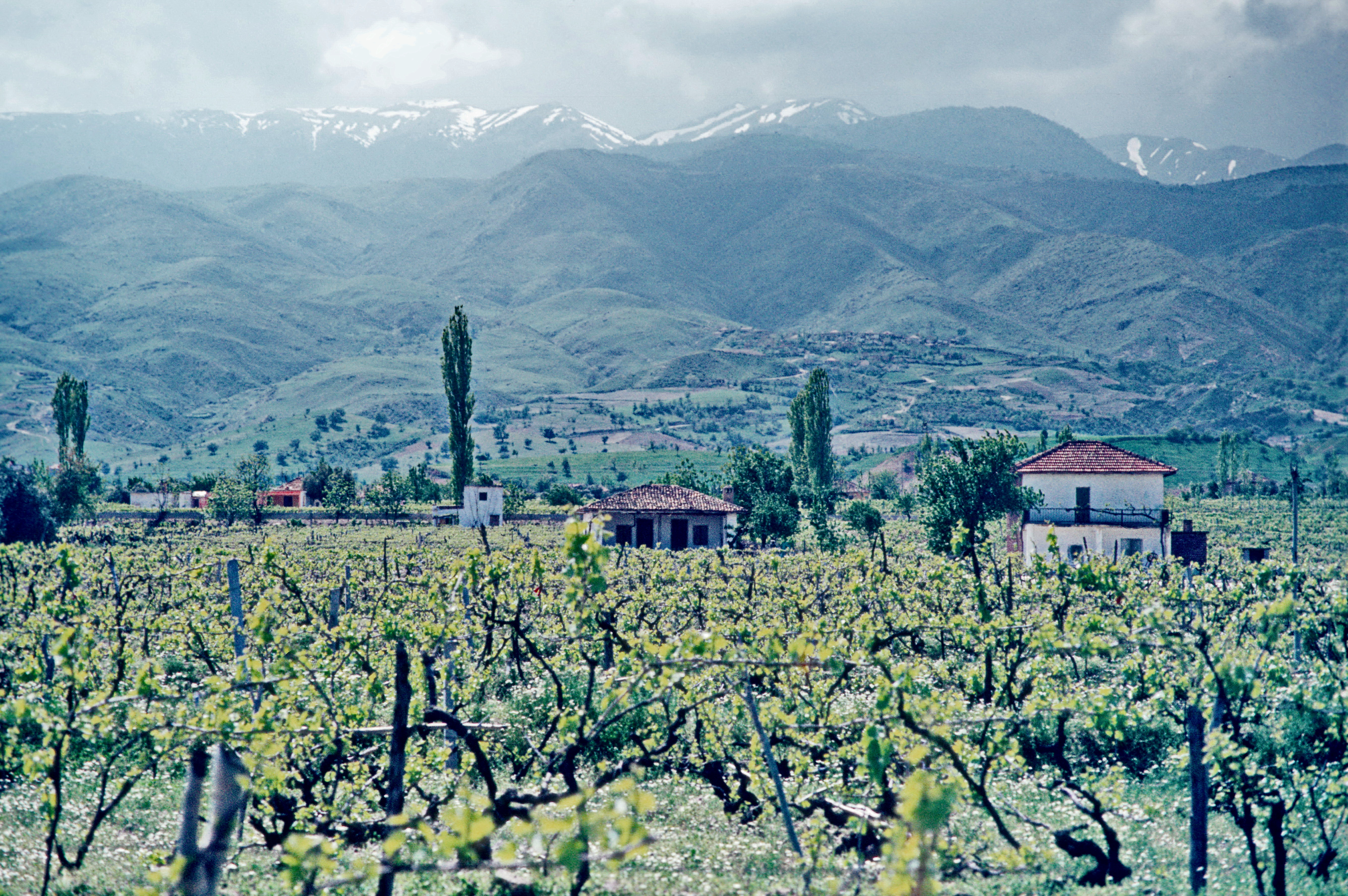
Ausblick über die fruchtbare Alaşehir Ovası im Gediz-Graben auf die Höhen des 1895 m hohen Gözlübaba Dağı im Bozdağlar-Massiv.

Ebenfalls einen Sonderfall bilden die jungen Grabenbrüche des westanatolischen Agäis-Gebietes mit ihrer ausgeprägten West-Ost-Längserstreckung. Aufgrund der hohen vertikalen Absenkungsbeträge bzw. der Gebirgshebung sind ältere neogene Beckenfüllung kaum noch vorhanden, und an ihre Stelle traten bisweilen mitgehobene altpleistozäne Schuttablagerungen (Tmolosschutt), die die Gebirge des kristallinen Menderesmassivs umgeben. Das Grabeninnere wird in allen Fällen allerdings auch von einer breiten Alluvialaue gebildet, in der fast ganzjährig die wasserreichen westanatolischen Flüsse mäandrieren. Die bis zum 19. Jh. weitgehend versumpften Talauen von Büyük und Küçük Menderes (Großer und Kleiner Mäander), von Gediz und Bakır Çayı sind heute fast durchweg dräniert und für den Anbau bewässerter Sonderkulturen (u. a. Baumwolle) erschlossen. An den Grabenrändern ziehen sich mehr oder weniger breite Terrassen entlang, auf denen Schwemmfächer seitlicher Zuflüsse in einer Zone mediterraner Baum- und Strauchkulturen aus Zitrus, Wein, Oliven und Feigen auslaufen. und sich Dörfer, Marktflecken und Städte perlschnurartig aufreihen.

## Siedlungsstrukturen und agrargeographische Nutzung
Aufgrund ihrer Verfügbarkeit von Wasser bzw. Grundwasser, ihrer geringen Reliefierung und fruchtbaren nutzbaren Schwemmlandböden gilt der Landschaftstyp der Ova in der Türkei bis heute als bevorzugter landwirtschaftlich genutzter Siedlungsraum und zeigte seine Inwertsetzung dominant in einer deutlichen Anpassung an die Formelemente der Beckenebenen. Seit Jahrhunderten sind die Ovas der Türkei als von der Tektonik vorgezeichnete geschlossene und überschaubare Siedlungskammern administrative Einheiten von Herrschaft und Verwaltung: als Kreise oder Amtsbezirke, denn die umgebenden Gebirge und Wasserscheiden bieten deutliche Grenzlinien. In fast jeder größeren Ova liegt ein traditionsreicher alter zentraler Ort, nach dem sie ihren Namen hat. Diese „Städte“ liegen in der Regel am jungtertiären Rand des inneren Beckens, günstig für die Anlage einer Burg auf den Randhöhen. Die zugehörigen Dörfer sitzen nicht selten deutlich entfernt von noch bis ins 19. Jahrhundert nicht ungefährlichen Verkehrswegen, die das offene Becken durchziehen, meist an den alluvialen Randbereichen, wo Gebirgsbäche in die Ebene treten, die man dort leichter durch einfache Anlagen zur Bewässerung von Baum- und Gartenkulturen nutzen kann. Auffallend siedlungsarm dagegen sind, zumindest bis zum späten 19. Jahrhundert, die zentralen Teile der alluvialen Becken, wo das Wasser durch Brunnen erschlossen werden muss, die alluvialen Böden schwerer zu bearbeiten sind und Versumpfung mit Malariagefahr Siedler lange Zeit abgeschreckt hat. Heute sind die flacheren Ovas nach entsprechender Drainage weitgehend geschlossen bewirtschaftet und bilden im Vergleich zu den hoch gelegenen Plateaus die wertvolleren landwirtschaftlichen Nutzflächen, weil hier Maschineneinsatz auf großen Flächen möglich ist. Sie werden mit modernen Methoden für Spezialkulturen bewässerbar und können einschließlich der Steppenreste außerhalb der Vegetationszeit beweidet werden. Allerdings bilden diese Beckenebenen flächenmäßig nur beschränkte Areale, die im Zusammenhang mit der Notwendigkeit von Drainage oder Entsalzung häufig Probleme mit sich bringen.